# Chiesa di San Domenico (Palermo)
La Chiesa Basilica Pantheon di San Domenico è il secondo edificio religioso più importante di Palermo, dopo la Cattedrale e si trova nell'omonima piazza nel quartiere La Loggia.
Nel complesso architettonico si riscontrano più stili, dal medioevo all’età moderna, frutto delle vicende storiche che interessarono l’edificio: il chiostro e diversi ambienti limitrofi sono in stile gotico, il resto dell’edificio fu rifatto principalmente in stile barocco.
È stata eletta a pantheon degli uomini illustri della Sicilia. Alcuni dei personaggi illustri sepolti nella chiesa sono: Giovanni Falcone, Francesco Crispi, Giuseppe Tomasi di Lampedusa, Rosolino Pilo, Pietro Novelli, Giovanni Meli e Giuseppe Pitrè.

## Storia

### Origini epoca sveva

L'emblema dell'Ordine: la croce gigliata bianca e nera con il motto "laudare, benedicere, praedicare".

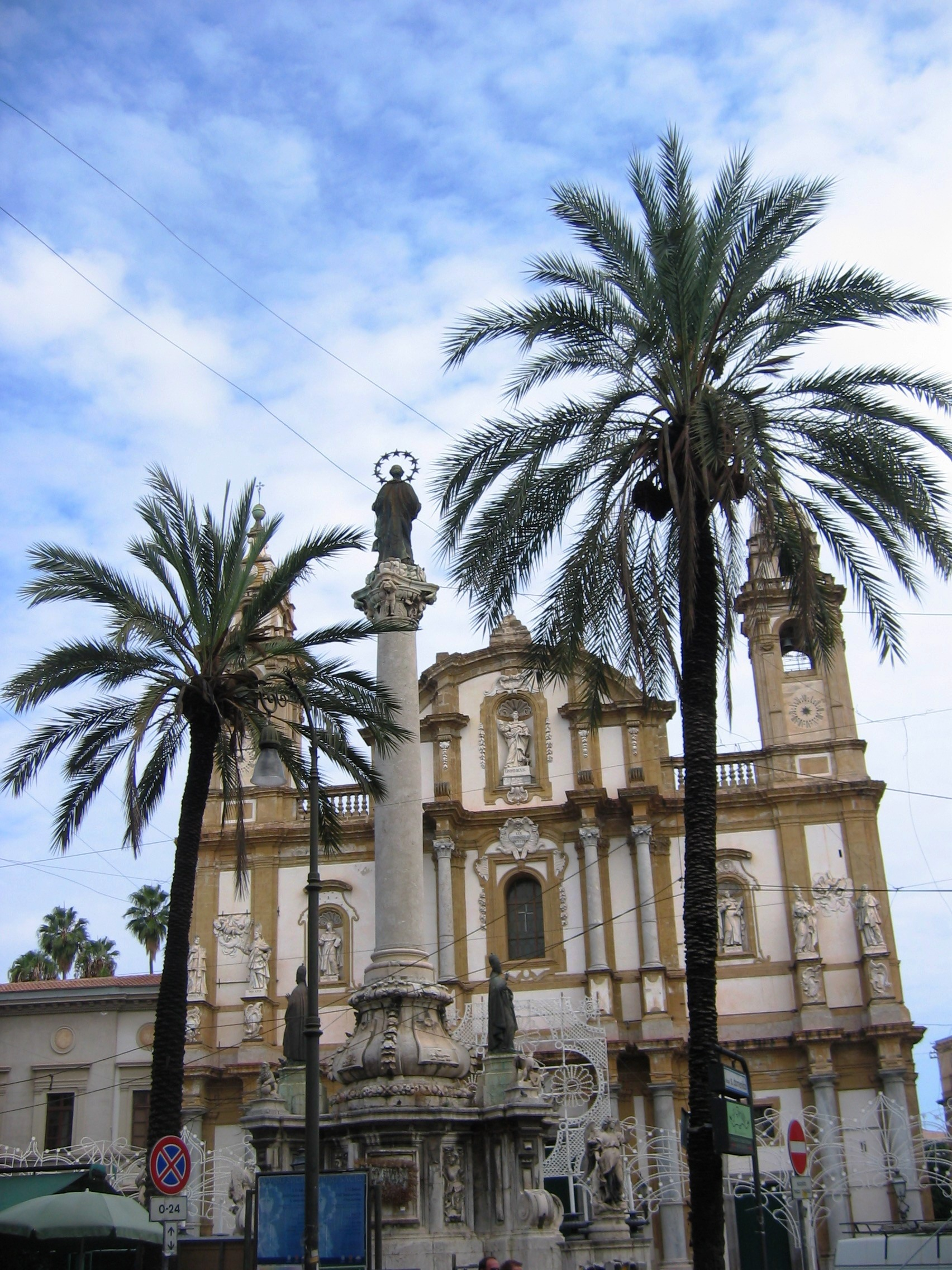
Vista della Piazza, Colonna e prospetto principale.

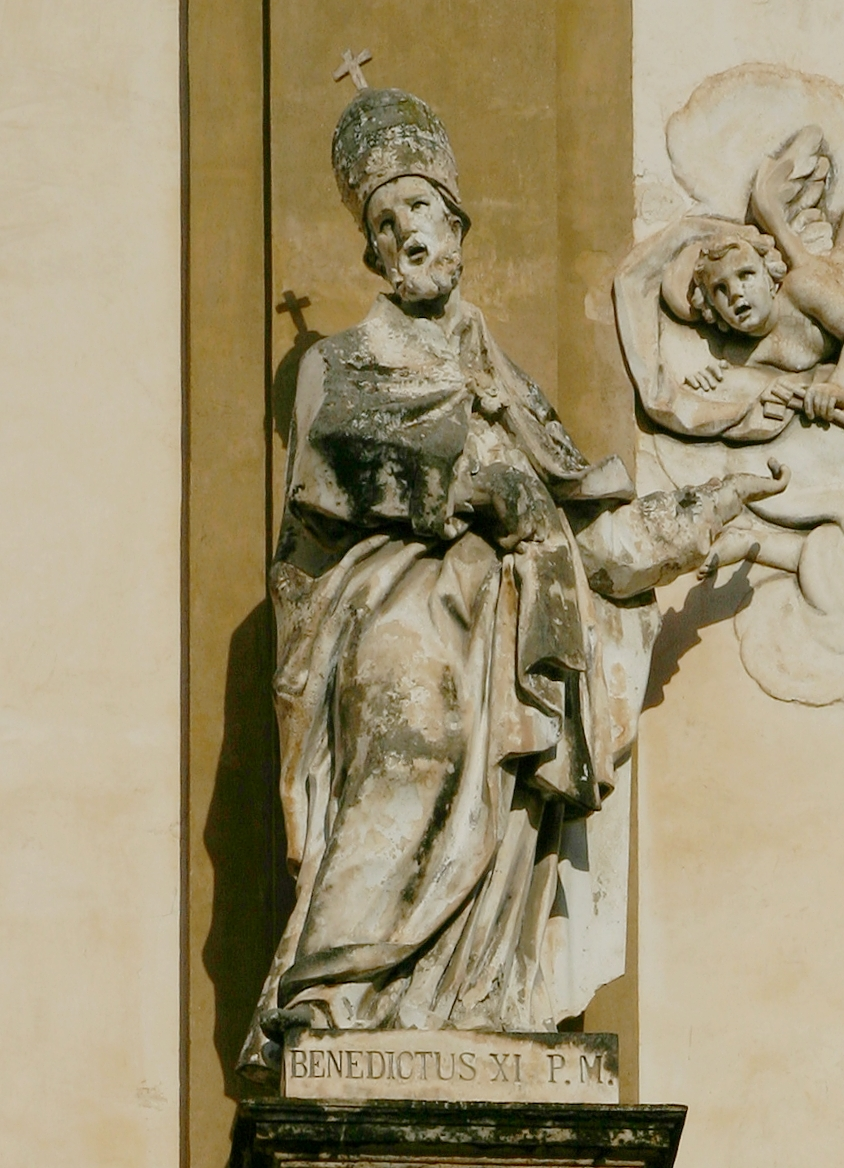
Statua di Papa Benedetto XI, prospetto.

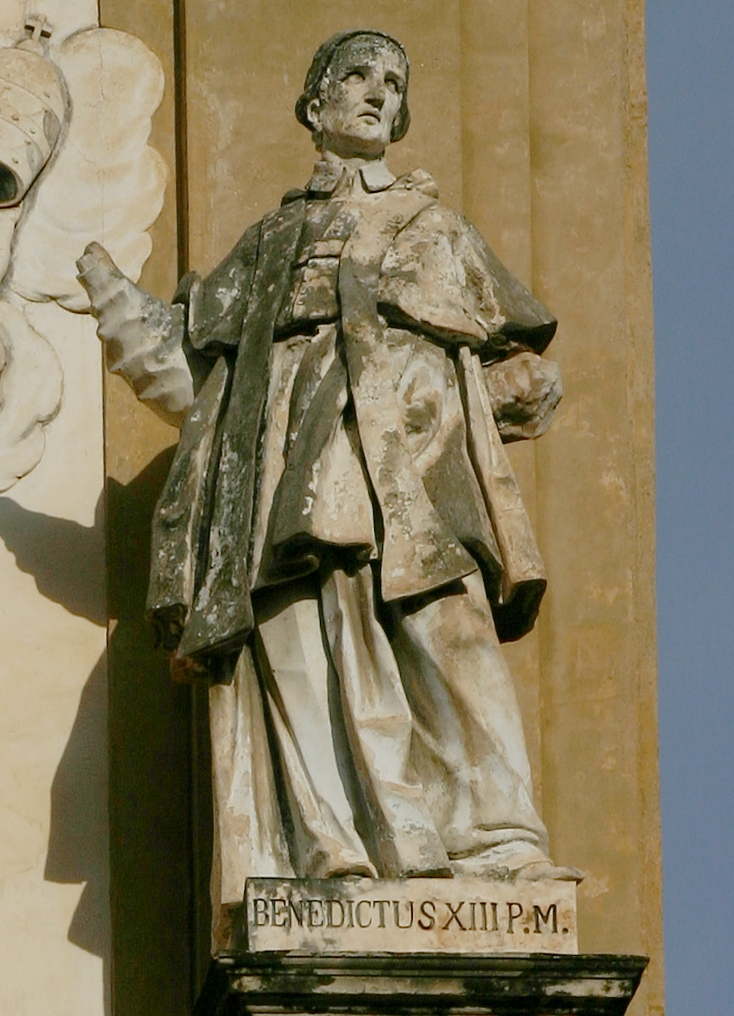
Statua di Papa Benedetto XIII, prospetto.

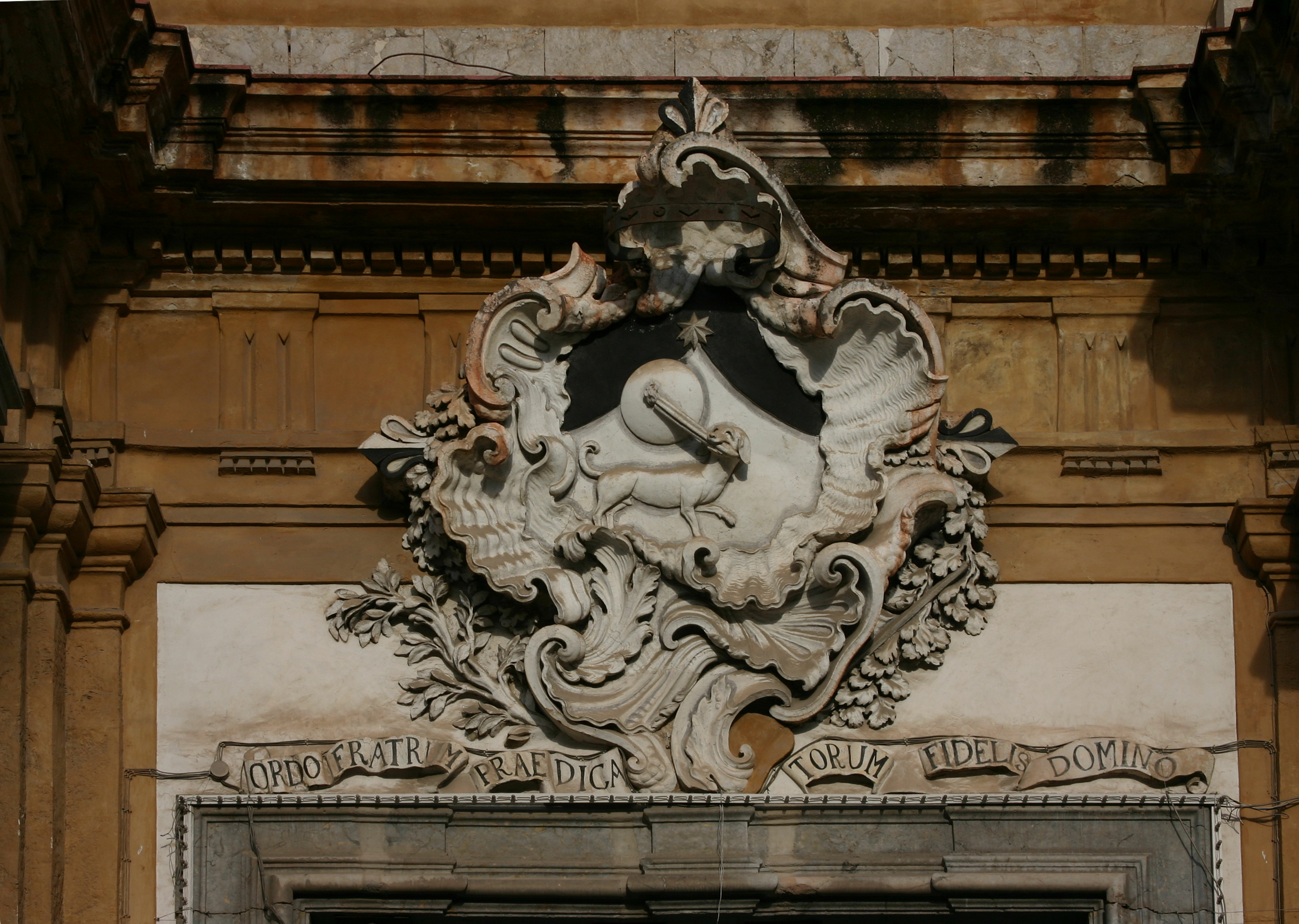
Stemma e motto domenicano.

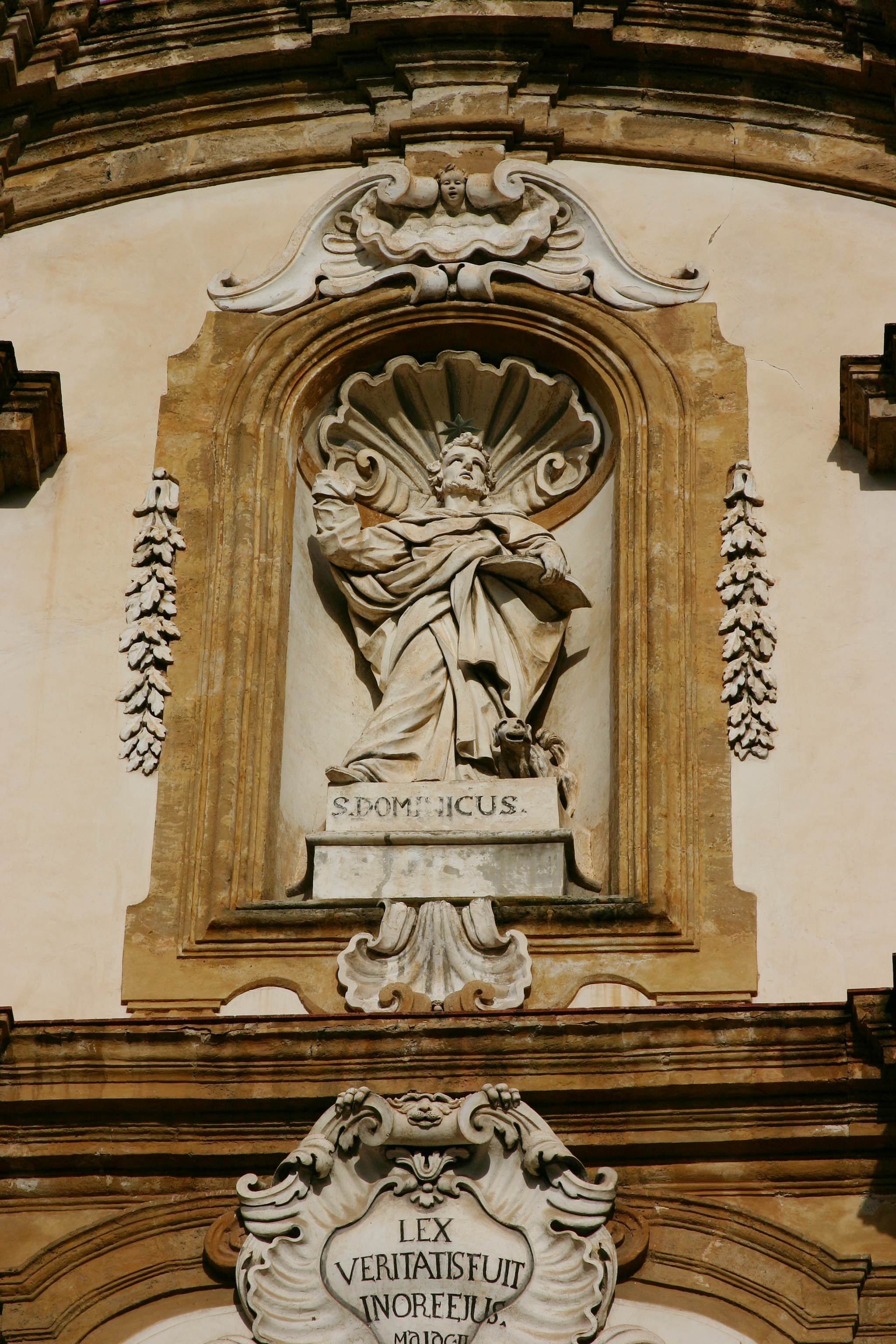
Statua di San Domenico, prospetto.

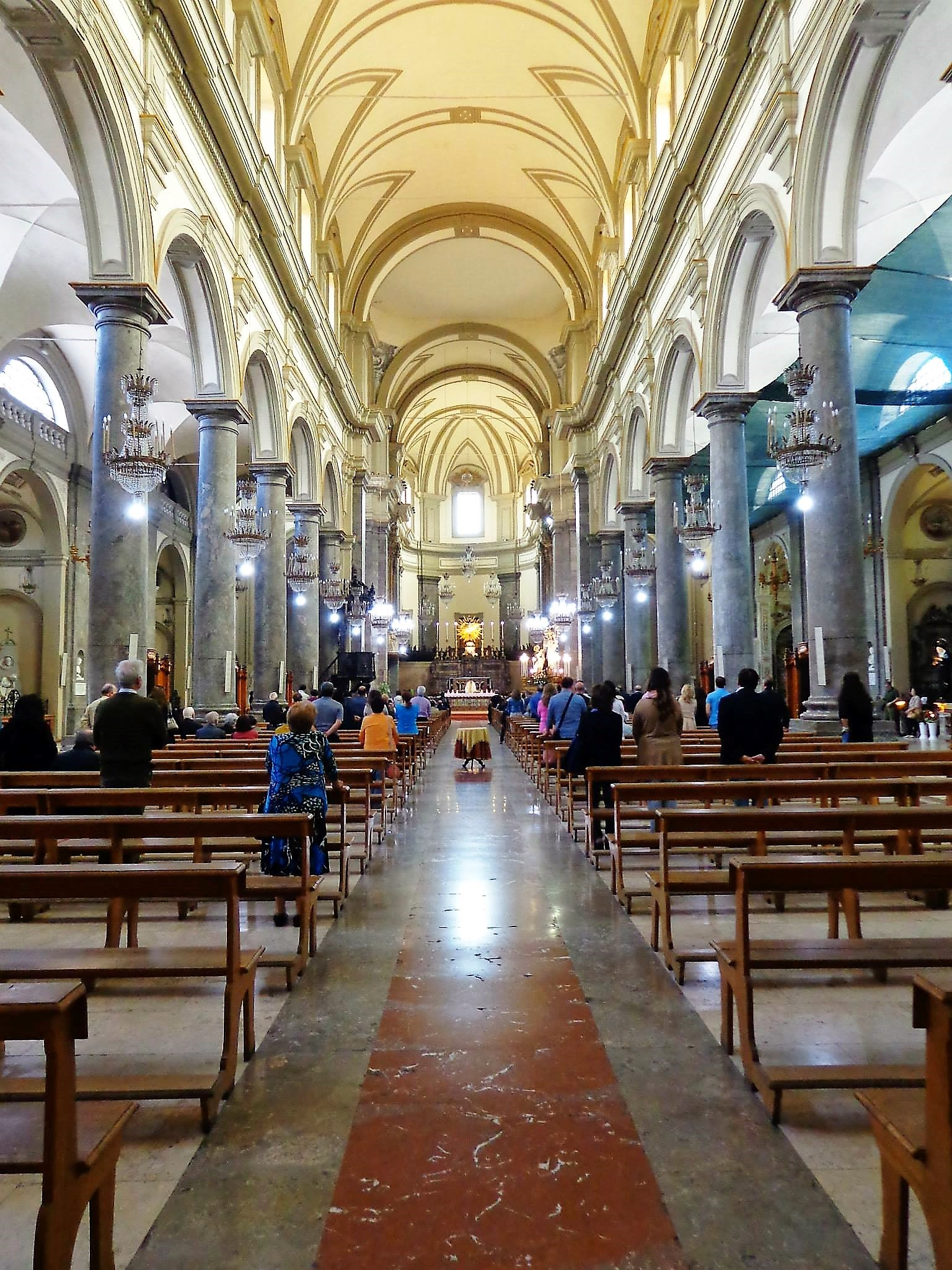
Navata.

Nella cristianissima Sicilia, potere politico e potere religioso hanno sempre camminato a braccetto, specie dopo la riconquista dell'isola dovuta al Conte Ruggero del casato d'Altavilla. L'opportunità di ricristianizzazione venne da Ruggero e dal fratello Roberto il Guiscardo sfruttando il pretesto di accorrere in aiuto all'Emiro di Siracusa allora in lotta contro l'Emiro di Castrogiovanni, avviando l'inizio della completa riconquista della Sicilia sottraendola al dominio arabo.
Il ritorno alla sovranità di matrice cristiana di obbedienza romana costituisce l'impulso per la ricostruzione del tessuto sociale dopo due secoli di cultura di matrice religiosa islamica.
Nel 1215, durante il Concilio Lateranense presieduto da Innocenzo III contro gli eretici albigesi, vengono convocati il vescovo di Palermo Berardo di Castagna quale ambasciatore dell'Imperatore Federico II di Svevia e il rappresentante del vescovo di Tolosa Domenico di Guzmán. Favorevolmente impressionato dalla personalità di Domenico, il prelato palermitano lo esorta a inviare alcuni religiosi onde creare sedi dell'Ordine in Sicilia, l'accordo è suggellato con un breve di Papa Onorio III. Con il beneplacito del Sovrano, l'Ordine dei frati predicatori giunge in Sicilia mentre San Domenico è ancora attivo e ha costituito l'ordine in Francia nel 1216-1220. Nel 1217 i primi frati sono ospitati inizialmente presso l'Ordine teutonico della Magione fondato da religiosi tedeschi, quindi ben visti agli occhi dell'Imperatore. Riparano brevemente nell'ex monastero delle suore basiliane presso la primitiva chiesa di San Matteo al Cassaro, queste ultime passate definitivamente nel monastero del Santissimo Salvatore.
Nel 1270, le famiglie Santa Flora e Mastrangelo donano alla comunità un terreno ove sorge la primitiva chiesa di Sant'Orsola e, tra il 1280 e il 1285, viene eretta la nuova chiesa orientata in senso inverso all'attuale, in stile gotico-normanno, con annesso convento e chiostro, i cui lavori furono rallentati dai moti dei Vespri siciliani, l'edificio assolve le funzioni fino al 1457. Sotto la direzione dell'ordine, nella sede del Cassero è istituito il monastero femminile di Santa Caterina, grazie agli ingenti lasciti di Benvenuta Mastrangelo, della madre Palma Mastrangelo e del marito Guglielmo di Santa Flora. Nel 1310-1312, il testamento di Benvenuta Mastrangelo dispone il proprio monumento funebre nella primitiva "Cappella di Sant'Orsola" e il futuro trasferimento dello stesso nell'erigenda chiesa del monastero di Santa Caterina.

### Epoca aragonese
L'apprezzamento verso l'opera domenicana e il conseguente accrescimento del numero di fedeli, rendono necessario l'ampliamento della chiesa, grazie al contributo di potenti famiglie palermitane e ai finanziamenti elargiti dal Papa Martino V. Nel 1414, Pietro Ranzano e Bartolomeo Carbone iniziano i lavori interrotti con l'esecuzione della sola navata principale.
Intorno al 1420, su commissione dell'Arcivescovo Simone Beccadelli di Bologna, lavori e progetto sono affidati all'architetto frate Salvo Cassetta Doza, il tempio è rinnovato e ampliato. I proventi derivano in gran parte dalla concessione di speciali indulgenze a fronte di oboli per la ricostruzione del tempio. Grazie anche al mecenatismo della famiglia Sabia e di altre famiglie nobili, la chiesa venne edificata nel 1458 ed il 1480 in stile rinascimentale.
Fra le tante espressioni del rinascimento siciliano andate distrutte nelle varie riedificazioni, Gioacchino di Marzo documenta il monumento funebre di Guglielmo Ajutamicristo realizzato nel 1524 da Antonino Berrettaro.

### Epoca spagnola
La configurazione attuale è più recente, dipende dalla ricostruzione totale che la chiesa ebbe nel 1640 da parte dell'architetto Andrea Cirrincione dietro l'impulso dell'arcivescovo Giannettino Doria, la facciata invece è costruita più tardi, nel 1726.
Durante i moti della Rivoluzione siciliana del 1848 il 25 marzo 1848 durante la mattinata all'interno del tempio nacque ufficialmente il Regno di Sicilia, fu inaugurato il nuovo parlamento siciliano presieduto da Vincenzo Fardella di Torrearsa. Dopo oltre trent'anni, le due camere, quella dei pari e quella dei Comuni, tornavano in attività ed eleggevano Ruggero Settimo, come primo presidente del consiglio. Il 27 marzo fu presentato il primo governo: nominati ministri, figure liberali come Mariano Stabile, il barone Pietro Riso, lo storico Michele Amari, il principe di Butera Pietro Lanza e il futuro Primo ministro del neonato regno italiano Francesco Crispi.
Nel 1853 la chiesa divenne il pantheon dei siciliani illustri che iniziarono a farsi seppellire al suo interno, la sua accresciuta importanza era anche dovuta al taglio di via Roma che incluse la piazza San Domenico.
Il 4 settembre 1982 vi si tennero nella chiesa i funerali del generale Carlo Alberto dalla Chiesa.
Il 25 maggio 1992 il cardinale Salvatore Pappalardo vi celebrò i solenni funerali di Giovanni Falcone, sua moglie Francesca Morvillo e i tre agenti della scorta. Nel giugno 2015 nella Chiesa di San Domenico fu traslata la salma di Giovanni Falcone.
La chiesa ha subito un profondo restauro che ha riportato alla luce i colori originali.

## Architettura

### Stile

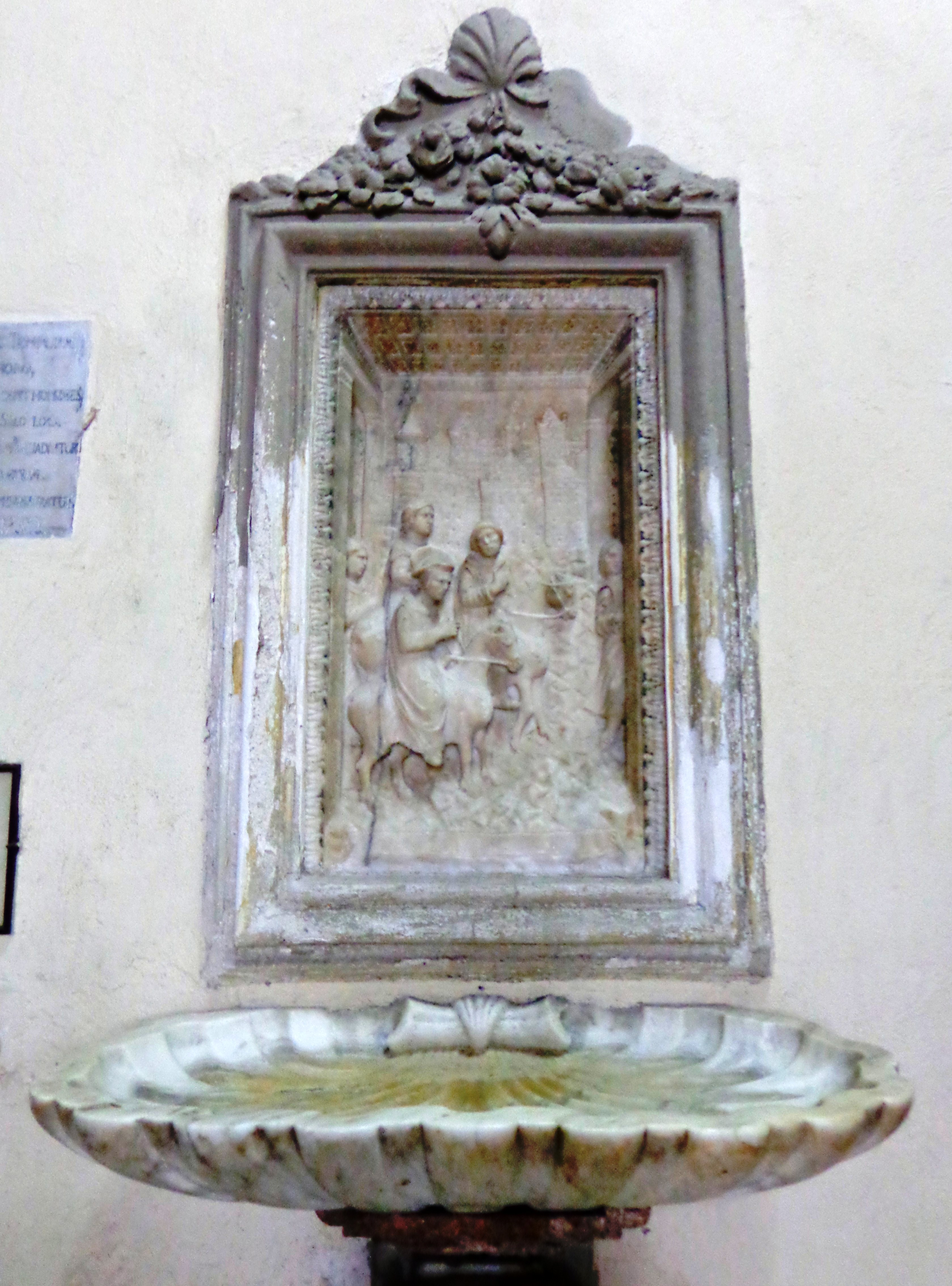
Acquasantiera sinistra.

Lo stile è tipicamente barocco scenografico, il frontone è costellato da due alti campanili, sulla facciata sono inoltre presenti molte statue in stucco che raffigurano santi e papi, alcune di queste inserite in nicchie, queste statue sono opera del nipote di Giacomo Serpotta, Giovan Maria Serpotta. Sempre sulla facciata sono presenti dodici colonne, disposte a coppie, otto di queste incorniciano la zona centrale e l'ingresso, le altre quattro sono poste alla base dei campanili. L'interno è molto ampio ed austero in pietra di Billiemi e all'interno sono conservate alcune importanti opere d'arte del periodo barocco posizionate all'interno di nicchie. Sono presenti otto colonne per lato, in stile tuscanico, che dividono le tre navate secondo uno schema classico. Per estensione è una delle più grandi chiese della Sicilia.

### Facciata
La facciata attuale risalente al 1726 sull'odierna piazza San Domenico, l'antica "Piazza Imperiale" o "Largo Imperiale" del 1724, ricalca lo stile barocco classico.
L'impianto costituito originariamente da pilastri paraste binati in pietra viva che unitamente ai due cornicioni con modanature articolano il reticolo dei primi due ordini. Un terzo ordine comprende i corpi dei due campanili laterali simmetrici e balaustre a colonnine che delimitano un frontone ad arco rialzato dotato di un articolato cornicione esterno, il tutto realizzato sotto la direzione di Andrea Cirrincione in stile dorico – romano.
Il prospetto attuale non è altro che la combinazione mirata data dalla sovrapposizione in tempi successivi e contigui all'impianto preesistente, di una struttura di colonne per rendere meno severo, più armonioso e dinamico l'impianto originario.
Quattro coppie di colonne binate in stile dorico delimitano gli ingressi al primo ordine, altre due coppie sormontate da capitelli corinzi incorniciano il finestrone nicchia centrale nel secondo ordine. Le colonne monolitiche provengono dalle cave di monte Billiemi.
Il primo ordine comprende gli ingressi e finestre rettangolari in corrispondenza delle entrate laterali, il secondo ordine è caratterizzato da nicchie che rispettano la medesima corrispondenza.
È aumentato prospetticamente il senso di profondità: è peculiarità delle colonne interne essere lievemente più avanzate rispetto alle corrispettive colonne esterne, sfalsamento reso ancora più evidente per le quattro colonne centrali. La contaminazione, l'alternanza delle forme, degli spazi, dei volumi, dei colori concorre alla realizzazione della parte mediana e di un timpano spezzato a rilievo dal forte carattere dinamico e movimentato, tipico del Barocco siciliano.
Al centro dell'architrave dell'ingresso principale un grande stemma dell'ordine, un cane con la fiaccola in bocca, seduto sul libro delle Costitutiones, che assieme alle decorazioni poste sui basamenti dei papi e i fregi posti dietro le statue, simboleggianti il potere papale, conferisce all'insieme una connotazione vagamente rococò. 
Sui quattro contrafforti delle coppie di colonne esterne sono collocate statue in stucco di pontefici appartenenti all'ordine dei frati predicatori: "INNOCENTIUS V P.M.", "PIUS V P.M.", "BENEDICTUS XI P.M.", "BENEDICTUS XIII P.M." opere di Giovanni Maria Serpotta diretto dall'architetto Consalvo, all'interno delle nicchie laterali del secondo ordine sono esposte le statue di "S. THOMAS AQUINAS", "S. PETRUS M." in stucco realizzate da Giacomo Serpotta, ("Papa Innocenzo V", "Papa Pio V", "San Tommaso D'Aquino", "San Pietro martire", "Papa Benedetto XI", "Papa Benedetto XIII").
Sormonta la finestra ad arco centrale incorniciata da un riquadro, un fregio recante l'iscrizione "LEX VERITATIS FUIT IN ORE EJUS". Nella nicchia del timpano ad arco sotto la decorazione a conchiglia simboleggiante il pellegrinaggio, la statua raffigurante San Domenico. Al campanile di sinistra del 1723 in stile Barocco siciliano si affianca specularmente quello di destra identico al primo e recante un orologio completato nel 1770. Un quarto ordine compete esclusivamente i campanili limitatamente alle sopraelevazioni poste sulle celle campanarie, terminanti con cupole a bulbo sfaccettate a base quadrata, monofore sui quattro lati e ricche decorazioni con volute lungo gli spigoli della cuspide, ai vertici merli pinnacolati provvisti di sfere con croci e banderuole. Il campanile destro è progettato da Tommaso Maria Napoli, il sinistro realizzato più tardi come copia del precedente, finanziato da monsignor Vincenzo Maria de Francisco e Galletti.
- Controfacciata:
  - Lato destro. Sopra l'acquasantiera è incastonato il bassorilievo marmoreo del XIII secolo raffigurante l'Arrivo dei primi Domenicani a Palermo[3] sormontato da una tela che ritrae l'Angelo Custode, opera del XVIII secolo attribuita al pittore palermitano Vito D'Anna.
  - Lato sinistro. Sopra l'acquasantiera è collocato il bassorilievo marmoreo del XIII secolo raffigurante un gruppo di Frati Domenicani in preghiera.[3] In alto la tela attribuita a Vito D'Anna ritrae il beato domenicano Giacomo Salomoni. Studi recenti ravvisano attributi iconografici classici del Beato Pietro Geremia sepolto presso l'altare maggiore.

## Interno

### La navata destra lato sud

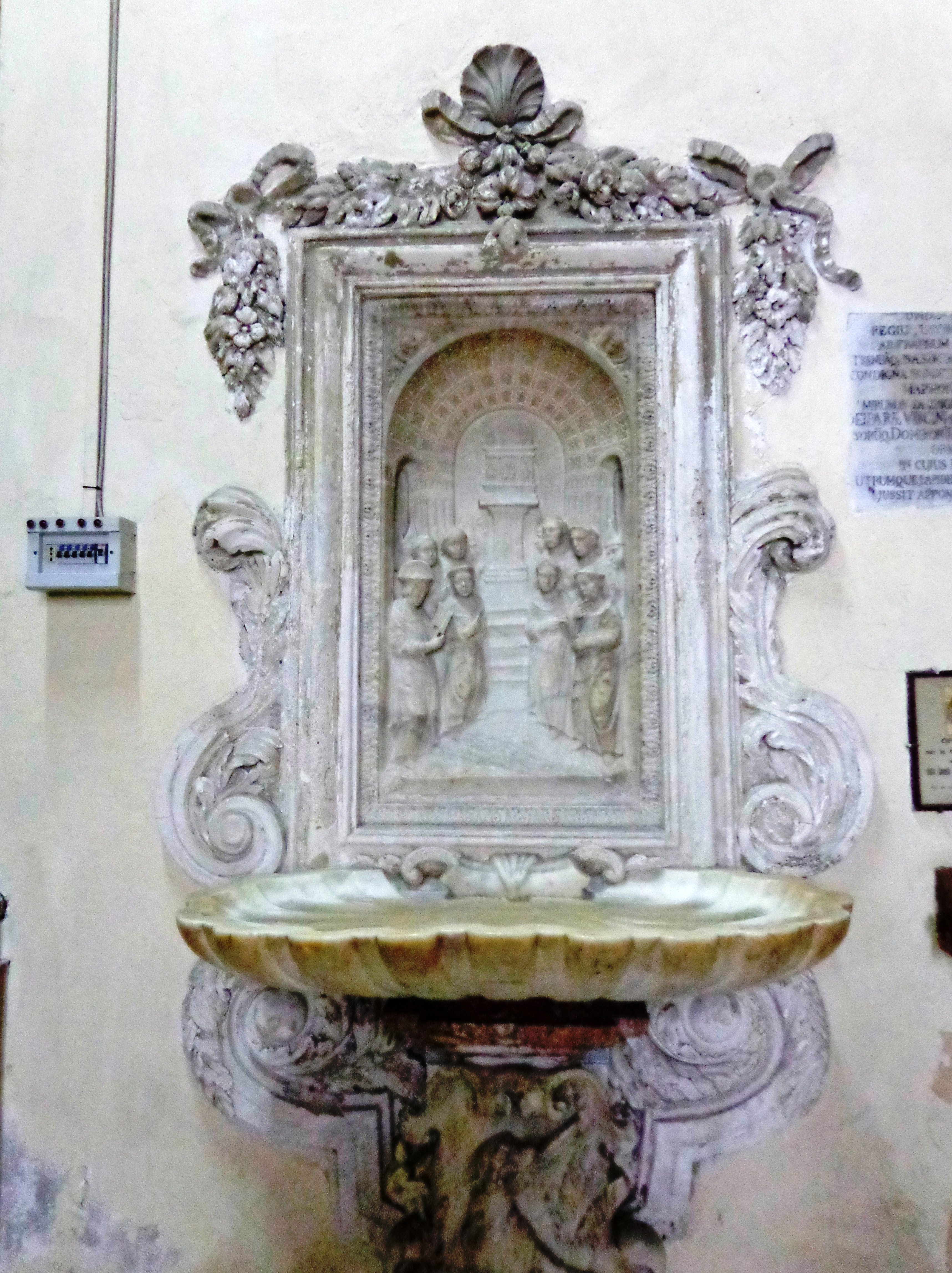
Acquasantiera destra.

- Prima campata: Cappella di San Ludovico Bertrando. Nell'ambiente staziona la vara recante il gruppo scultorio ligneo raffigurante la Madonna, Bambino Gesù e San Domenico, quest'ultimo ritratto nell'atto di ricevere il Rosario, opera dei primi anni del XIX secolo attribuita a Girolamo Bagnasco, celebre artista intagliatore, mentre la parte pittorica, la tradizione vuole sia stata eseguita da Giuseppe Velasco.
- Seconda campata: Cappella di Nostra Signora di Lourdes primitiva Cappella di Santa Rosalia. L'ambiente dedicato alla Madonna di Lourdes di Giuseppe Di Giovanni del 1880 ospita il monumento funebre di Francesco Maria Emanuele Gaetani, marchese di Villabianca, manufatto marmoreo opera di Leonardo Pennino del 1802.
- Terza campata: Cappella di San Tommaso d'Aquino.[15] Nell'edicola è custodito il dipinto di Giovanni Paolo Fondulli da Cremona 1573 raffigurante Cristo Crocifisso ritratto con Maria Maddalena e San Tommaso d'Aquino, ai lati sono collocati il monumento sepolcrale di Lauretta Li Greci opera di Rosario Anastasi, e il cenotafio di Giuseppina Turrisi Colonna opera di Valerio Villareale.[2]
- Quarta campata: Cappella di San Giuseppe.[16] Ambiente patrocinato e opere commissionate da don Giovanni Stefano Oneto, duca di Sperlinga, eretto nella seconda metà del XVII secolo di stile barocco in marmi policromi, tarsie, fregi, puttini e colonne tortili, realizzato su progetto di Gaspare Guercio nel 1665. La statua raffigurante San Giuseppe sull'altare è cinquecentesca opera di Antonello Gagini, altre statue sono del Guercio e Gaspare Serpotta.[2] La scultura del Gagini è proveniente dall'oratorio del chiostro patrocinato dalla famiglia Marini, patrocinio in seguito assunto dalla famiglia dei Duchi di Terranova. La volta è del 1898 eseguita da Ernesto Basile. Innalzata in devozione del quadro acheropito di San Domenico venerato a Soriano Calabro cui la cappella era prima dedicata. Il vano era preposto alla sepoltura della famiglia Sperlinga-Maiorca-Francavilla-Mortillaro. L'ingresso è delimitato da una balaustra a colonnine interamente intarsiata di marmi policromi e da raffinata cancellata che costituisce il varco d'accesso allo sfarzoso altare. Qui stupisce tanto l'architettura quanto il laborioso lavoro di cesello e d'intarsio che ricopre interamente le pareti della cappella, dove al lavoro degli incastri delle tessere marmoree si sostituisce, salendo via via verso l'alto, un elaborato quanto spettacolare alternare di stucchi, sculture e pitture. A due altissime lesene interamente intarsiate seguono altrettanti riquadri con fittissime riproduzioni in stucco e marmo di putti alati, dischi marmorei incastonati e busti. Due stupende colonne tortili con sviluppo elicoidale verso l'interno sormontate da articolati capitelli con complesse modanature e frontone spezzato simmetrico e sviluppo a volute delimitano il riquadro centrale in cui è ricavata la nicchia del Santo. Ricchissima lunetta con putti stesi sulle sime che reggono articolato fregio marmoreo, putti alati lungo i lati del riquadro, alla base un doppio ordine di putti con festoni e ghirlande. Sul fronte della mensa è presente incastonato un prezioso paliotto di forma circolare. Le pareti laterali, per quanto meno estese e adibite esclusivamente a sedi di monumenti sepolcrali, si presentano altrettanto ricche, sfarzose e animate da putti, stucchi, intarsi di marmi, busti, giganteschi medaglioni con effigi e decorazioni degne dell'apoteosi del Barocco siciliano nel massimo del suo splendore.
- Quinta campata: Cappella di Sant'Anna primitiva Cappella di Sant'Agnese di Montepulciano.[17] Altare decorato con marmi mischi e pittorici sarcofagi coevi. Sull'altare il quadro raffigurante Maria bambina tra Santi con Sant'Anna, San Gioacchino e Sant'Agnese da Montepulciano, opera attribuibile a Rosalia Novelli, figlia di Pietro Novelli del XVII secolo.[18]
- Sesta campata: Ingresso murato da via Meli. L'ambiente ospita il monumento commemorativo dedicato al giurista Emerico Amari ritratto sulla sua cattedra di diritto penale.[19] Di fronte, nel 2015 vi è stata inumata la bara con il corpo del giudice Giovanni Falcone, proveniente dalla tomba di famiglia nel cimitero di Sant'Orsola[20]. Anche ai parenti del giudice Paolo Borsellino è stata proposta la traslazione in questo luogo dell'illustre congiunto, ma hanno rifiutato.[21]
- Settima campata: Cappella di San Vincenzo Ferreri.[22] Sulla sopraelevazione dell'altare è collocata la tela raffigurante San Vincenzo Ferreri, dipinto di Giuseppe Velasco conosciuto come il Diego Velázquez palermitano, opera del 1787.[3][19] Addossato ai pilastri il bassorilievo commemorativo del beato Giuliano Majali, benedettino, morto nel 1470, fondatore dell'Ospedale Civico o Ospedale Grande e Nuovo. Traiano Parisi primitivo titolare del patrocinio.

### La navata sinistra lato nord

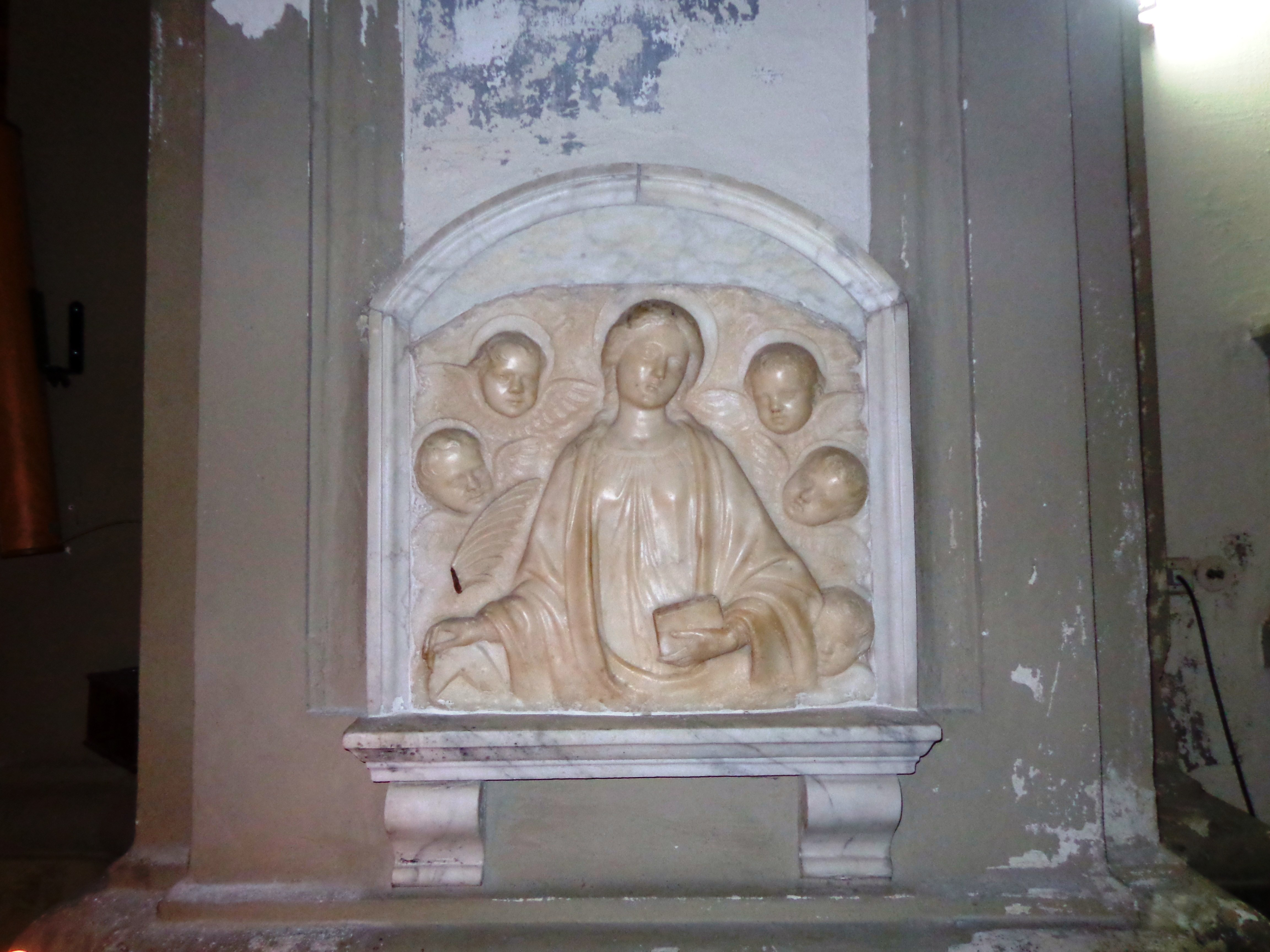
Altorilievo.

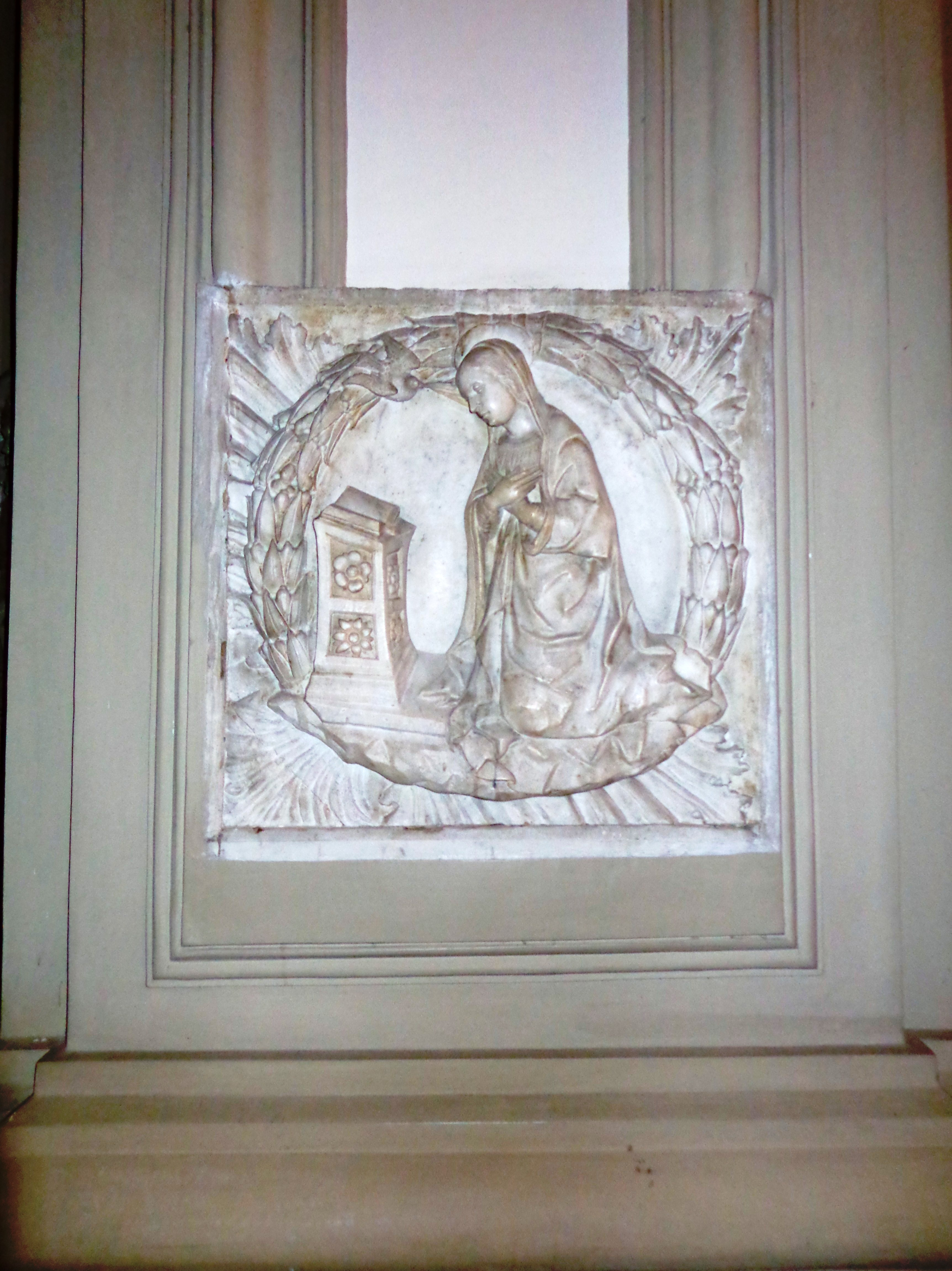
Altorilievo.

- Prima campata: Cappella di San Giuseppe. Ambiente con monumento funebre.
- Seconda campata: Cappella di Santa Rosalia.[23] Sulla sopraelevazione è custodito il dipinto su tela raffigurante Santa Rosalia, opera dipinta dopo il 1670 dal pittore Andrea Carrera, a destra il sarcofago di Giovanni Meli del 1828 poeta dialettale siciliano, primo personaggio illustre a essere tumulato in chiesa dopo l'innalzamento della medesima a pantheon, con fine bassorilievo sull'urna opera di Valerio Villareale. A sinistra il monumento di Gabriele Lancellotti scolpito dal neoclassico Leonardo Pennino nel 1813.[19]
- Terza campata: Cappella di Santa Caterina da Siena. Ambiente dedicato alla patrona d'Italia e d'Europa con bella statua della vergine senese, rara terracotta di scuola siciliana della metà del XVI secolo d'autore ignoto.[19]
- Quarta campata: Cappella del Beato Giacomo Salomoni. Ingresso al chiostro. Antica cappella dismessa con apertura del passaggio al chiostro, la nicchia della parete destra ospita la statua di Santa Caterina d'Alessandria[16][24] scolpita nel 1527 da Antonello Gagini con storie della martire sul basamento. La scultura è proveniente dalla Cappella Maddalena, monumento funebre commissionato da Giacomo Maddalena, segretario regio, opera documentata nel primitivo edificio come altare addossato alle colonne. La nicchia a sinistra ospita la statua di fattura gaginesca raffigurante Santa Barbara prima collocata nella cappella eponima con ingresso dal chiostro. Il simulacro risulta custodito nel perimetro del tempio dal 1730, per Gioacchino Di Marzo e Antonino Mongitore, in base alle descrizioni documentali, ravvisano analogie con l'opera commissionata ad Antonello Gagini nel 1533 e destinata inizialmente alla cappella eponima, poi Cappella Cangialosi, patrocinata dal giureconsulto Giangiacomo Cangialosi e proveniente dalla chiesa di San Francesco d'Assisi.[19][25]
- Quinta campata: Cappella di San Raimondo di Peñafort.[16] Sulla sopraelevazione la pala d'altare raffigurante un episodio miracoloso della vita del religioso, San Raimondo attraversa il mare a bordo del suo mantello, opera eseguita nel 1601 da Gaspare Bazzano. Sulla destra è presente il monumento funebre di Rosolino Pilo.
- Sesta campata: vestibolo. Ambiente con artistica cancellata in ferro battuto.
- Settima campata: Cappella di Santa Rosa da Lima. Ambiente dedicato alla prima donna dell'Ordine domenicano canonizzata in Sud America, la tela raffigurante Santa Rosa da Lima è opera di Girolamo di Fiandra pittore del XVII secolo. Segue la sepoltura dei fratelli palermitani Salvatore, Pasquale e Raffaele De Benedetto, patrioti risorgimentali.

### Transetto

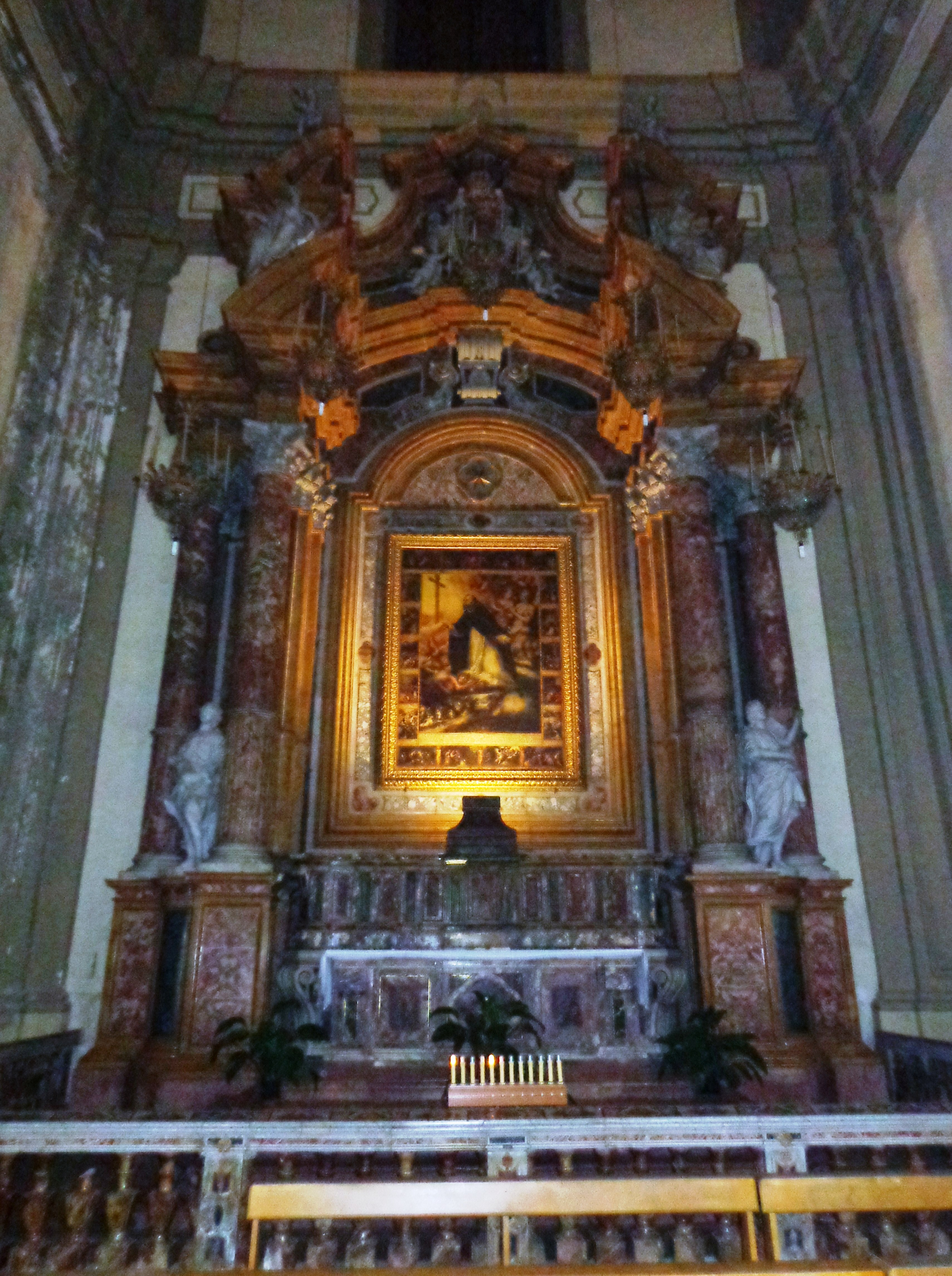
Cappellone di San Domenico.

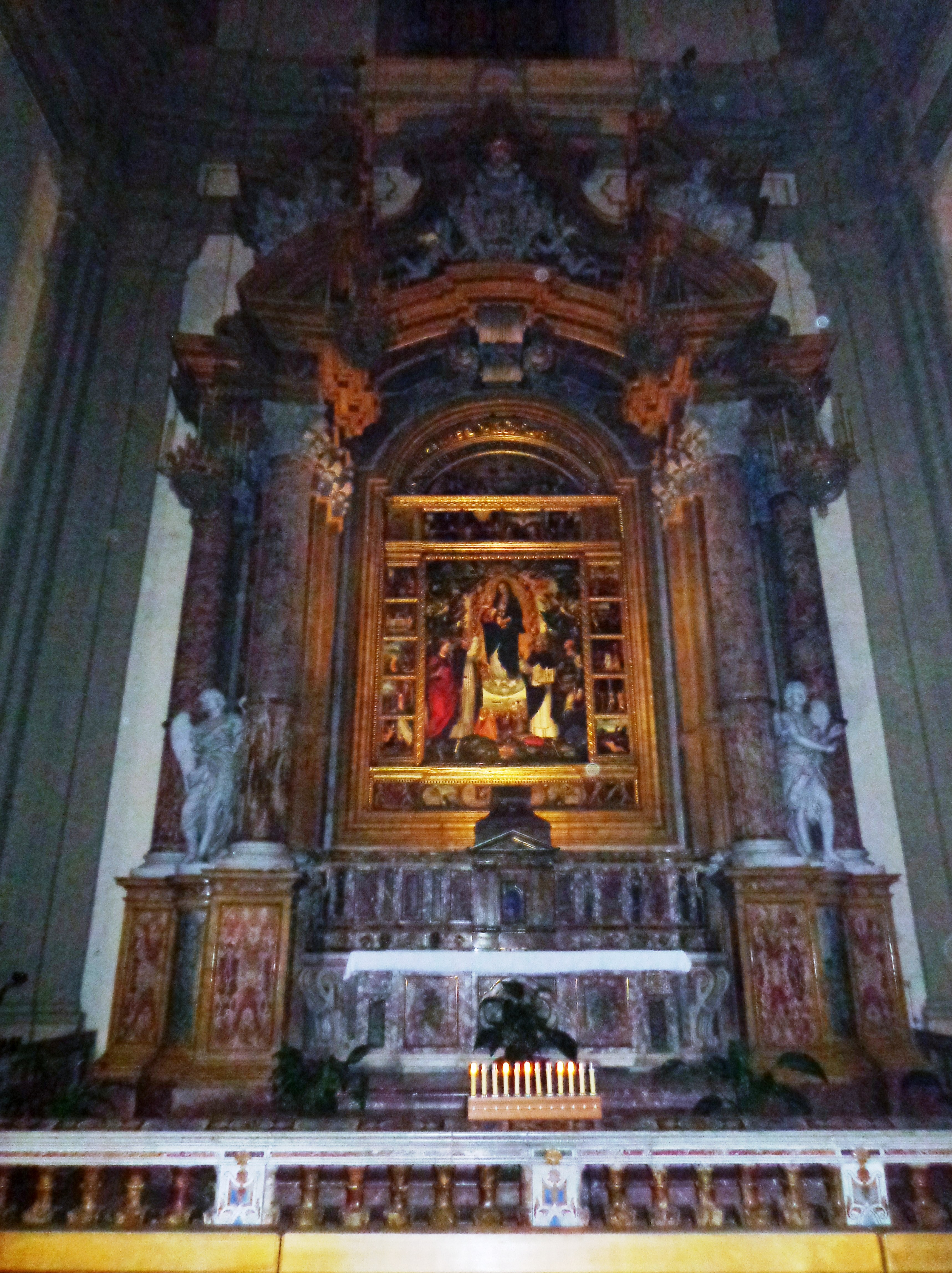
Cappellone della Madonna del Rosario.

- Braccio transetto destro: Cappellone di San Domenico di Guzmán.[22] Nell'edicola la pala d'altare raffigurante l'Estasi di San Domenico, dipinto attorniato da diciotto piccoli riquadri che narrano alcuni episodi miracolosi della sua vita, tela attribuita a Filippo Paladini o a Giuseppe Salerno ma, studi recenti ne riconducono la paternità a Gaspare Vazzano o Bazzano, uno dei due Zoppi di Gangi, cui fu commissionato nel 1603.[19] L'altare è rialzato rispetto al piano di calpestio e la sopraelevazione è distinta in due ordini di frontoni. Due gruppi di colonne con capitelli corinzi, tre in successione con l'ultima colonna binata, creano una composizione animata e scenografica con funzioni statiche per entrambi gli ordini della sopraelevazione. Il primo frontone è costituito da una successione prospettica di un triplo timpano spezzato sovrapposto e simmetrico ad arco, addossato alla parete, un secondo ordine sormontante il primo, costituito da pilastri reggenti un timpano spezzato simmetrico a volute con stele decorativa centrale (frontone entrecoupé). Abbinate alle seconde colonne delle figure d'angelo, putti presenti sulle cimase di entrambi gli ordini, una coppia regge lo stemma posto al centro della stele. Fastosa commistione di marmi, stucchi, fregi, volute e intarsi che si identifica nel puro stile barocco e richiama alla memoria per linee, forme e architettura la struttura dell'ingresso principale e il frontone della facciata. Strutturalmente identico all'altare della Madonna del Rosario posto dirimpetto nella navata opposta, dal quale si differisce per lo stemma, per le pose delle figure e per il pregevole tabernacolo. L'ampio vano custodisce il monumento funebre di Guglielmo Ramondetta del 1691 disegnato da Paolo Amato, con figure ideate da Giacomo Serpotta e realizzate dagli scultori palermitani appartenenti alla famiglia di Francesco Scuto, opera del XV secolo sull'altare conosciuta come Madonna di Monserrato. Monumento scolpito nel 1904 da Giovanni Nicolini in memoria di Francesco Crispi.[19]
- Ala destra: Altare con dipinto cinquecentesco raffigurante Santa Maria di Monserrato con San Biagio Vescovo e Sant'Antonino Pierozzi arcivescovo di Firenze, d'autore ignoto.[11]
- Braccio transetto sinistro: Cappellone di Nostra Signora del Rosario.[22] Nell'edicola è collocata la pregevole pala d'altare dipinta su tavola del 1540, opera di Vincenzo degli Azani detto da Pavia, raffigurante il Mistero della Madonna del Rosario, il dipinto ritrae la consegna del rosario a San Domenico di Guzmán con Santa Cristina, San Vincenzo Ferreri, San Tommaso d'Aquino e Santa Ninfa, inginocchiati i coniugi Plaia committenti dell'opera, all'epoca potente casato al servizio dei sovrani della Corona d'Aragona.[3][19] A sinistra del cappellone il monumento di monsignor Michele Schiavo, vescovo di Mazara, morto nel 1771, sulla destra il monumento del canonico della cattedrale e giurista Domenico Schiavo morto nel 1773 con opere di Ignazio Marabitti provenienti dalla distrutta chiesa di San Giuliano edificata ove sorge il teatro Massimo Vittorio Emanuele. Nei pressi acquasantiera del XVI secolo. Come l'altare di San Domenico è rialzato rispetto al piano di calpestio e la sopraelevazione è distinta in due ordini di frontoni. Due gruppi di colonne con capitelli corinzi, tre in successione con l'ultima colonna binata, creano una composizione animata e scenografica con funzioni statiche per entrambi gli ordini della sopraelevazione. Il primo frontone è costituito da una successione prospettica di un triplo timpano spezzato sovrapposto e simmetrico ad arco, addossato alla parete un secondo ordine sormontante il primo, costituito da pilastri reggenti un timpano spezzato simmetrico a volute con stele decorativa centrale (frontone entrecoupé). Abbinate alle seconde colonne delle figure d'angelo, putti presenti sulle cimase di entrambi gli ordini, una coppia regge lo stemma posto al centro della stele con la frase "AVE MARIA". Fastosa commistione di marmi, stucchi, fregi, volute e intarsi che si identifica nel puro stile barocco e richiama alla memoria per linee, forme e architettura la struttura dell'ingresso principale e il frontone della facciata. Strutturalmente identico all'altare di San Domenico posto dirimpetto nella navata opposta dal quale si differisce per lo stemma, per le pose delle figure, per il pregevole tabernacolo raffigurante un tempio romano e per la lunetta che insieme ai riquadri ritraggono scene di vita della Beata Vergine Maria.
- Ingresso antisacrestia e Cappella di San Giacinto di Polonia.[26] Altare costituito da due colonne tortili in stucco che affiancano l'immagine di San Giacinto di Polonia, il dipinto su lavagna recentemente attribuito a Gaspare Bazzano realizzato nel 1598 (?) anno di canonizzazione del religioso. Nell'ambiente è presente un bassorilievo di scuola gaginesca. Il monumentale sarcofago sulla sinistra contiene le spoglie di Ruggero Settimo capo del governo rivoluzionario palermitano del 1848.[19]
  - Antisacrestia e sacrestia.

### Absidiole

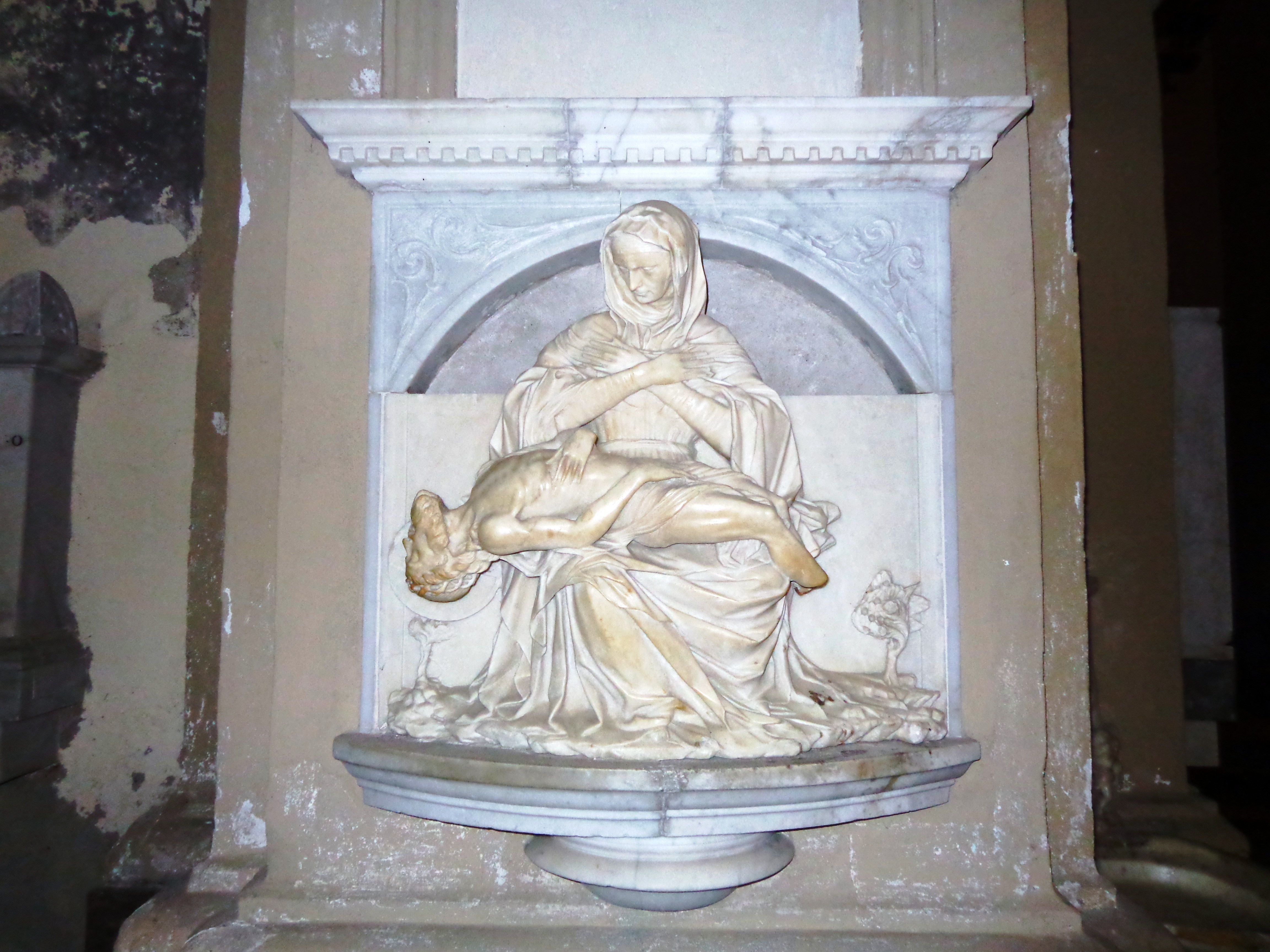
Altorilievo.

- Absidiola destra: Cappella del Santissimo Crocifisso.[27] Il Crocifisso opera di Giovanni Matinati del 1509, un bassorilievo della Pietà opera molto espressiva risalente al cinquecento, un'acquasantiera di scuola gaginesca. Alla parete il cenotafio di Annetta Turrisi Colonna opera di Valerio Villareale che richiamano lo stile classico di Antonio Canova, un bassorilievo raffigurante santa Caterina da Siena attribuito a Antonello Gagini, bassorilievo raffigurante la Trinità del 1477. Appena fuori la medesima cappella si apre sul pavimento l'ingresso all'ampia cripta chiusa da griglie, dedicata a Francesco Crispi, uomo politico e statista italiano, qui tumulato nel gennaio del 1905.
  - Famiglia Zavatteri titolari del patrocinio della "Cappella del Santissimo Crocifisso", patrocinio in seguito assunto dalla Famiglia Abatelli, patrocinio in seguito assunto dal vescovo agrigentino Vincenzo Bonicontro.
- Absidiola sinistra: Cappella del Sacro Cuore di Gesù. Nell'ambiente si trova un bassorilievo raffigurante San Girolamo e un medaglione con l'Annunziata opere attribuite ad Antonello Gagini, a destra il sarcofago di Michele Amari studioso della cultura araba in Sicilia.[19] Sulla parete sinistra il monumento del domenicano Luigi Di Maggio istitutore in San Domenico della sede Società Siciliana per la Storia Patria. Nelle immediate adiacenze è sepolto Giuseppe Pitrè.

### Altare e abside

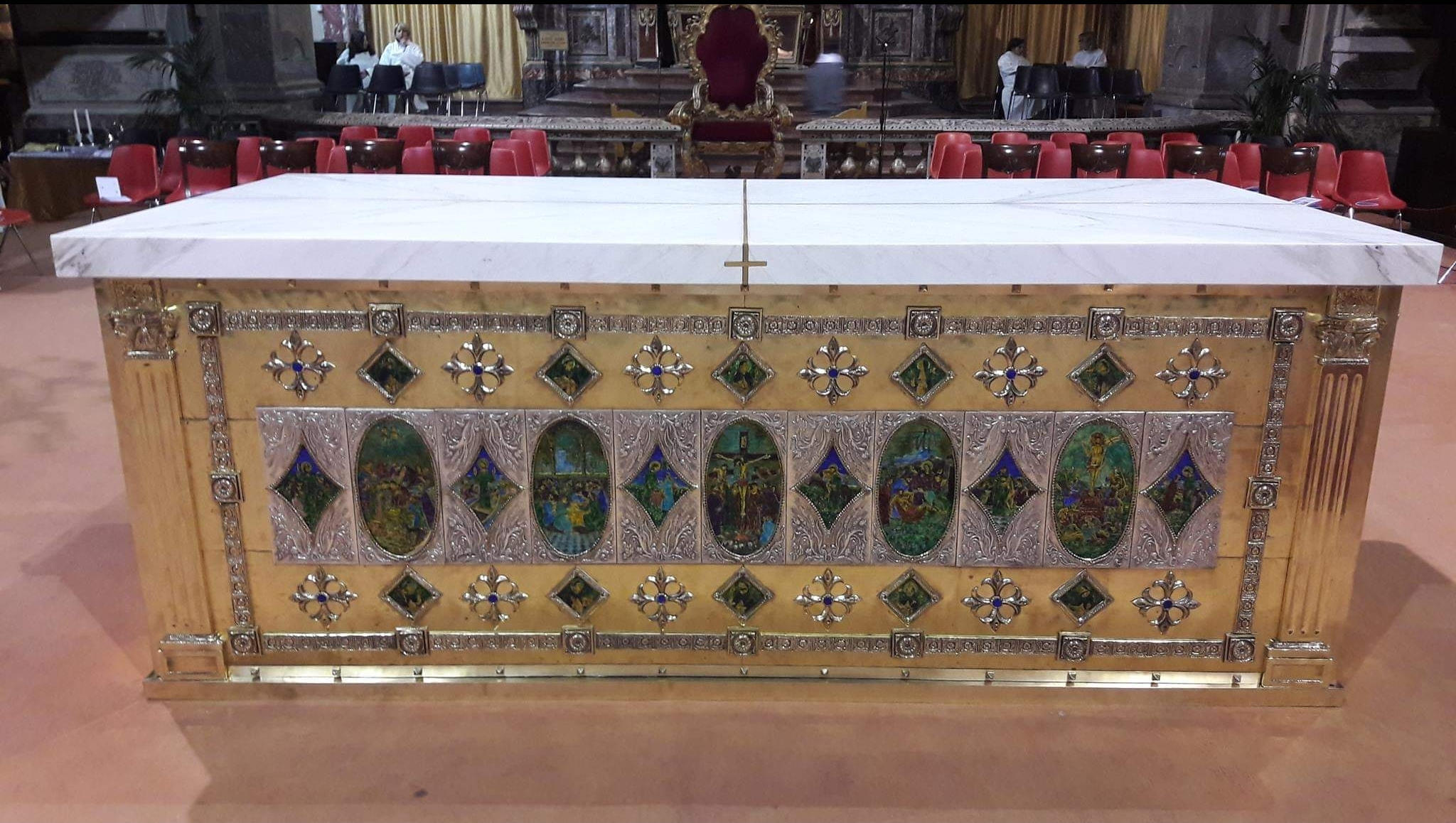
Altare

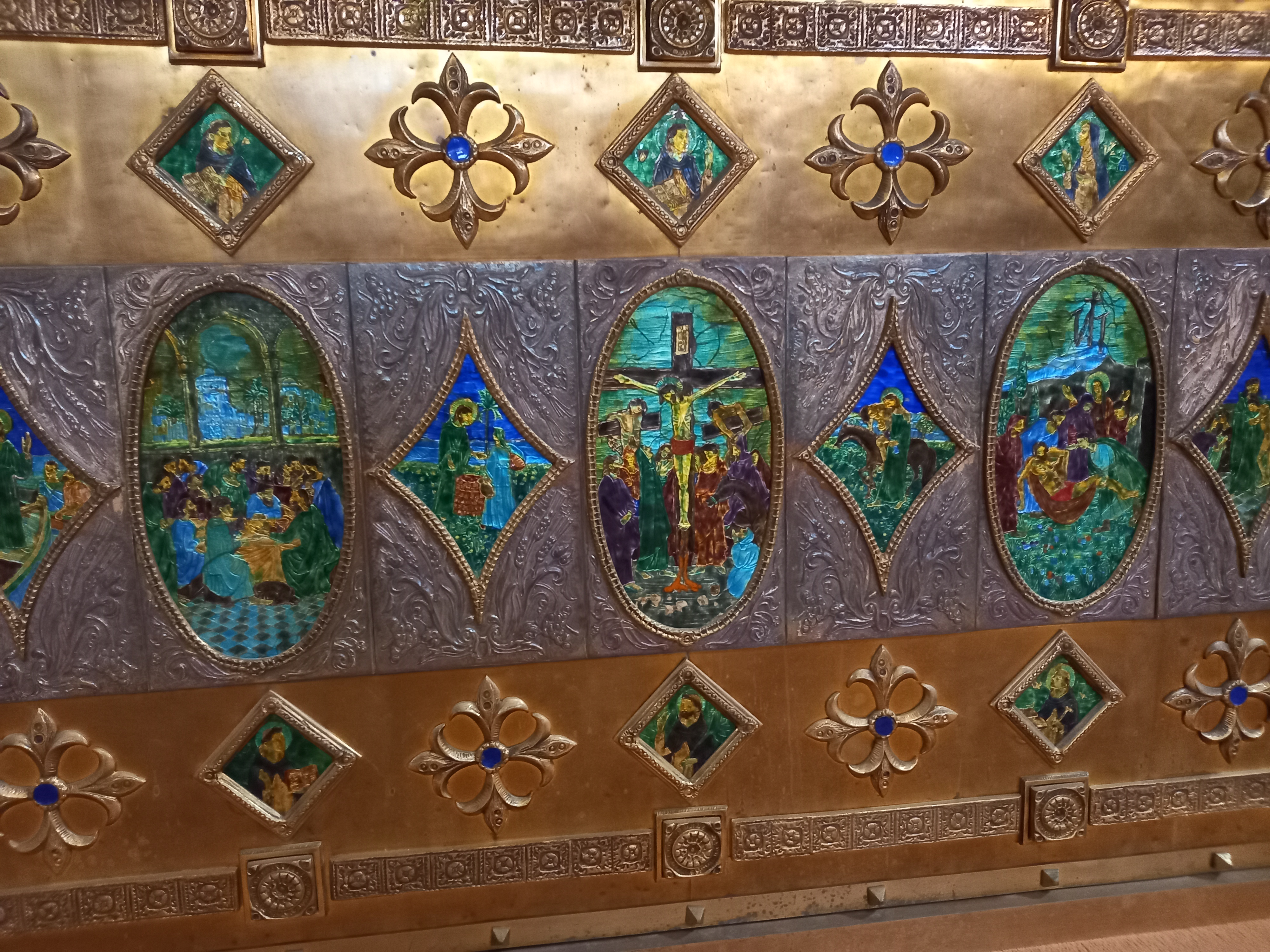
Particolare altare

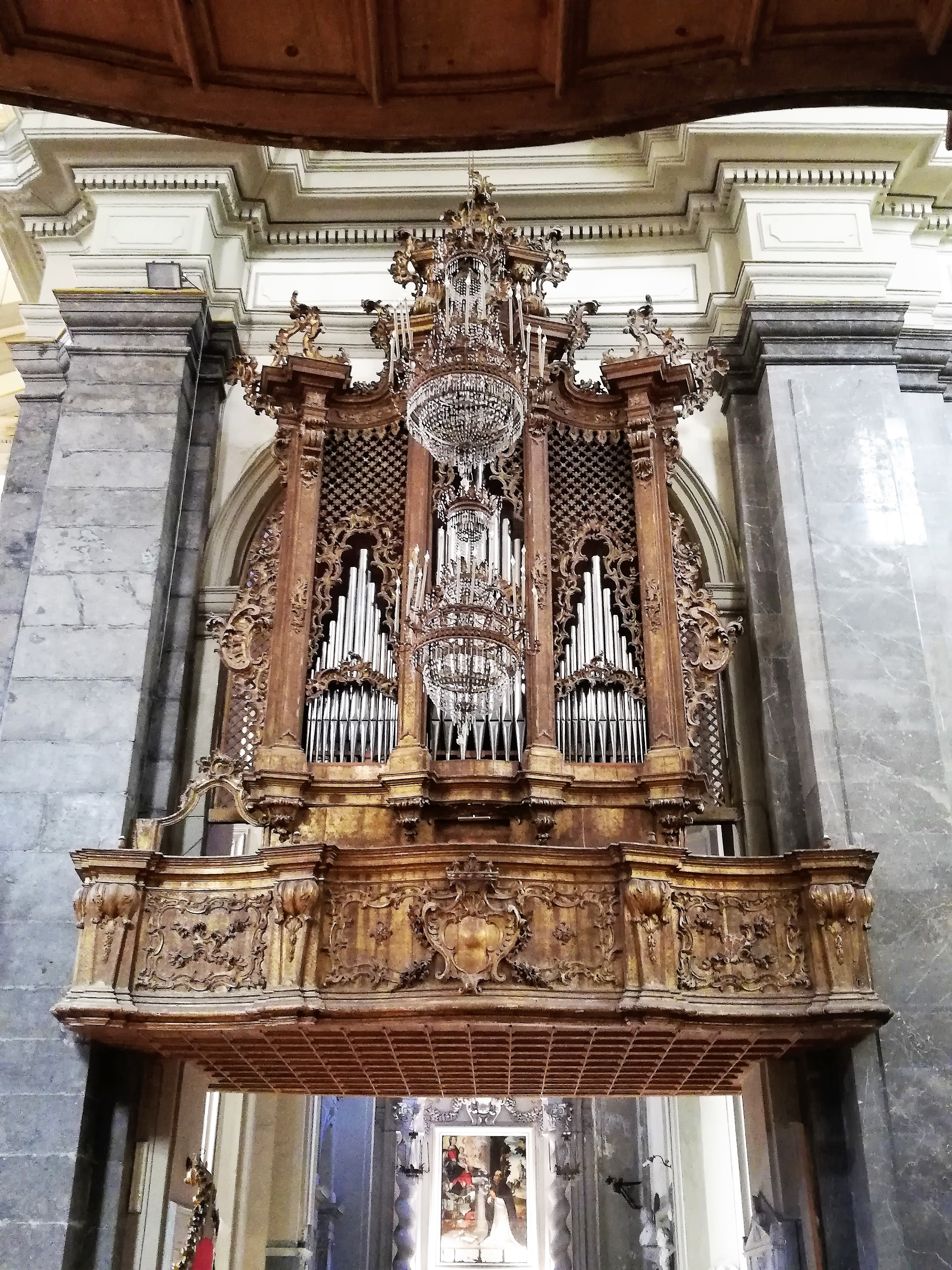
Organo.

L'altare maggiore è in marmi mischi con modanature in rame, sotto la mensa dell'altare è ospitata l'urna contenente le reliquie del beato Pietro Geremia scrittore domenicano nato a Palermo. Nel transetto della chiesa è stato posto il nuovo altare di bronzo rivolto al popolo realizzato nel 1987 dallo scultore Sebastiano Milluzzo, con smalti colorati su argento, pregevole opera del frate domenicano Leonardo Gristina, raffiguranti scene evangeliche e santi domenicani.
Preziosi e pregevoli i due organi posti ai lati dell'abside e del raffinato pulpito dello stesso periodo. Collocati su due identiche cantorie, racchiusi in casse lignee con prospetto a tre campate, ricchi di sculture e dorature in oro zecchino. L'organo in «cornu Evangelii» (a sinistra) fu costruito nel 1768-1774 da Domenico Del Piano, quello in «cornu Epistulae» nel 1781 dal palermitano Giacomo Andronico e completamente rifatto da Pacifico Inzoli nel 1898.
Dietro l'altare, nell'area del coro, è collocato un grande coro in noce del 1700 eseguito su disegno del domenicano Giovanni Battista Ondars, dello stesso autore il pulpito in noce realizzato da intagliatori ignoti nel 1732 con raffinata finezza di intagli e con le figure di cinque santi e beati domenicani: beato Giovanni Liccio, san Vincenzo Ferreri, san Tommaso d'Aquino, san Antonino Pierozzi, beato Giacomo Salomoni.
Elenco delle casate patrocinanti la costruzione dell'area absidale:
- Giovanni Alessendro con diritto di sepoltura nel Cappellone quale mecenate per la costruzione.[11]
- Dario Simonetto con diritto di sepoltura nel Cappellone quale mecenate per la costruzione.
- Antonio Sinesio con diritto di sepoltura nel Cappellone quale mecenate per la costruzione.
- Giacoma Plaja.
- Settimo a posteriori solo tale famiglia assunse il patrocinio del Cappellone relegando le altre nelle cappelle adiacenti. Nel 1526 Antonello Gagini realizza il monumento funebre commissionato da Antonino Settimo, barone di Sambuca, per il fratello defunto Giovanni Luigi Settimo. Opera documentata prima della riedificazione del tempio avvenuta nel 1640.[28]

### Dimensioni

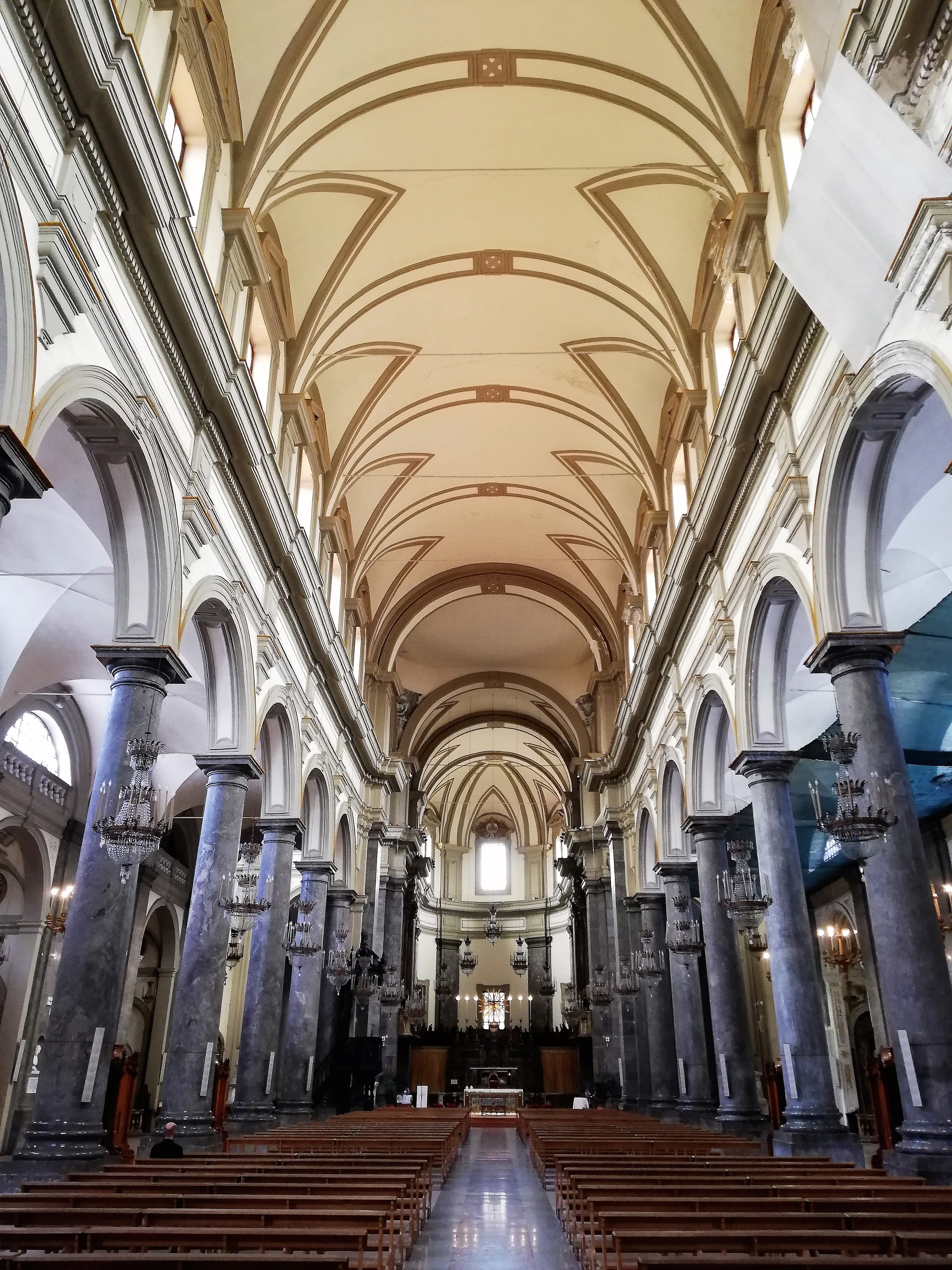
Navata.

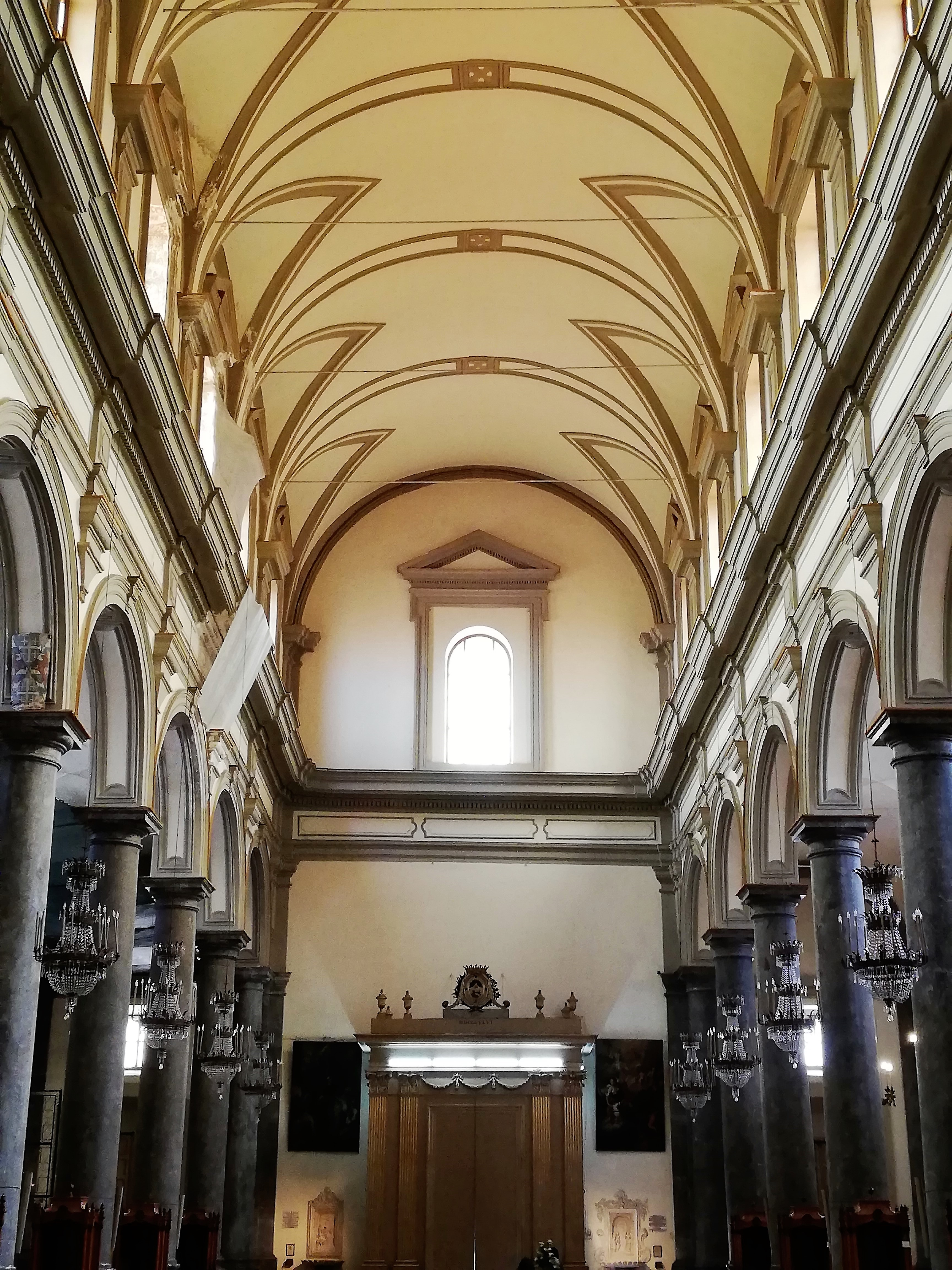
Controfacciata.

La chiesa di San Domenico è la seconda chiesa cattolica più grande di Palermo e dell'intera Sicilia.
| Lunghezza massima esterna: 88,92 m                                            |
| Larghezza massima esterna: 38,84 m                                            |
| Larghezza delle navate: 28,84 m                                               |
| Larghezza delle cappelle: 5 m                                                 |
| Superficie dell'edificio: 3.600 m² circa                                      |
| 16 colonne h 7,50 x 1,08 in pietra di Billiemi pesanti 16 tonnellate ciascuna |

## Sacrestia
Arredo ligneo patrocinato da Vincenzo Maria de Francisco e Galletti, vescovo di Lipari eseguito su progetto di Lorenzo Olivier con raffigurazioni dei pontefici domenicani Innocenzo V, Benedetto XI, Pio V e Benedetto XIII.
- XV secolo, Crocifisso ligneo di scuola pisana.
- Cappella dell'Ecce Homo, con lavabo marmoreo.

## Personalità sepolte o ricordate in San Domenico

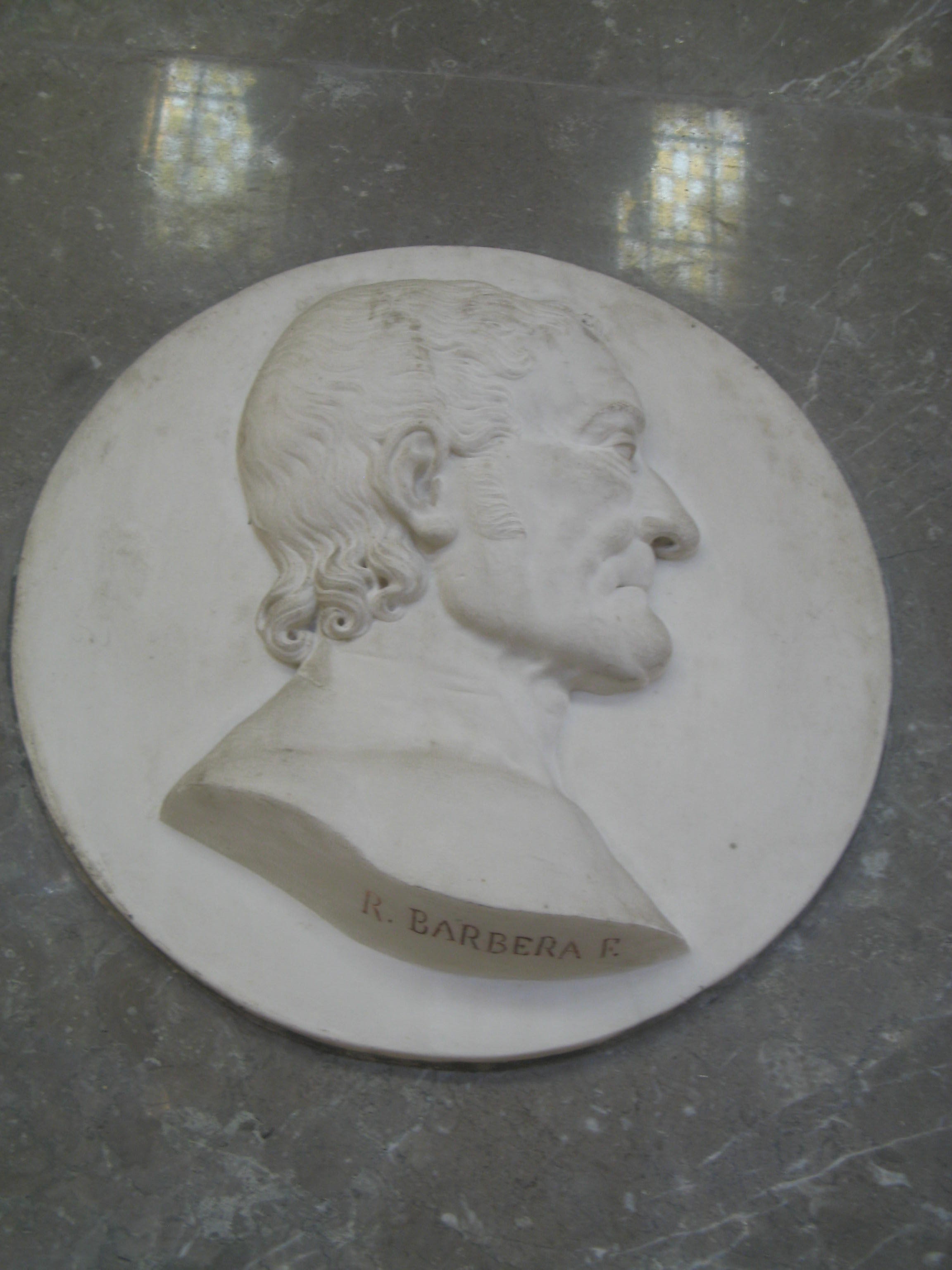
Giuseppe Velasco, tondo commemorativo.

La chiesa è adibita a Pantheon dei siciliani illustri, su iniziativa nel 1840 di Agostino Gallo. Vi sono allocate tombe, lapidi, cenotafi e targhe che ne commemorano il ricordo.
Si possono ammirare opere scultorie di Benedetto Civiletti, Rosario Bagnasco, Girolamo Bagnasco, Ignazio Marabitti, Leonardo Pennino, Valerio Villareale, Rosolino La Barbera, Salvatore Valenti, Rosario Anastasi, Domenico De Lisi e Benedetto De Lisi, Vito D'Anna, Antonello Gagini, Gaspare Serpotta, Ernesto Basile, Gaspare Vazzano molto spesso, espressioni artistiche d'altissimo pregio.
Recenti sepolture:
- Giovanni Falcone, magistrato, morto nella Strage di Capaci, la salma è stata traslata dal cimitero di Sant'Orsola nel giugno 2015; la lapide reca come epitaffio «eroe della lotta alla mafia».
- Sebastiano Tusa, archeologo, sopraintendente e assessore ai Beni Culturali per la Regione Siciliana, dall'ottobre 2019.
- Giuseppe Tomasi di Lampedusa, scrittore, autore del romanzo Il Gattopardo. La salma è stata traslata dal cimitero dei Cappuccini di Palermo nel marzo 2024.[29]

Il lungo elenco comprende: 

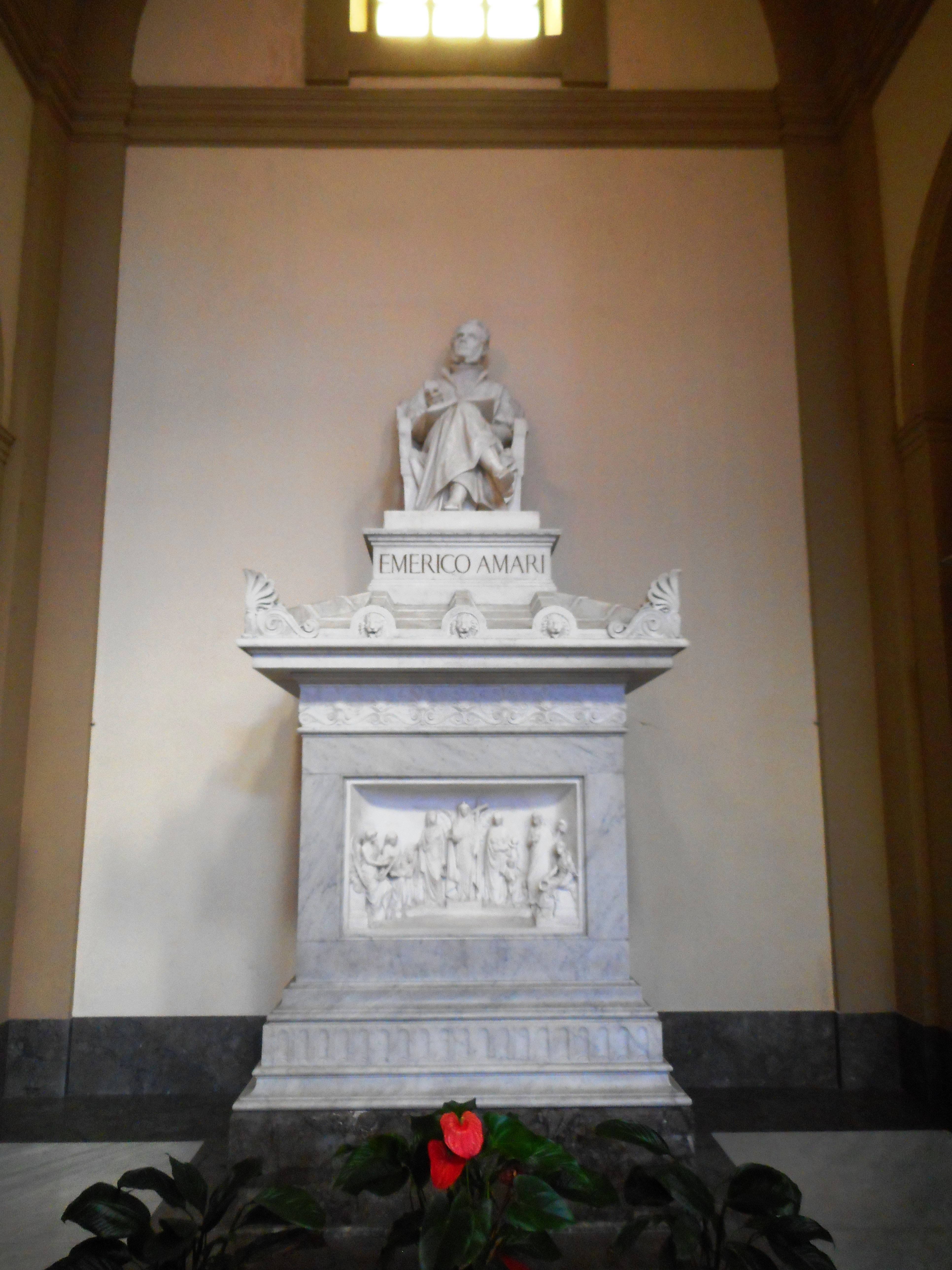
Sepoltura di Emerico Amari

- Sepoltura di Giovanni Falcone.Sepoltura di Emerico AmariGuglielmo Ajutamicristo, mercante e banchiere pisano, primitiva sepoltura documentata.[13]

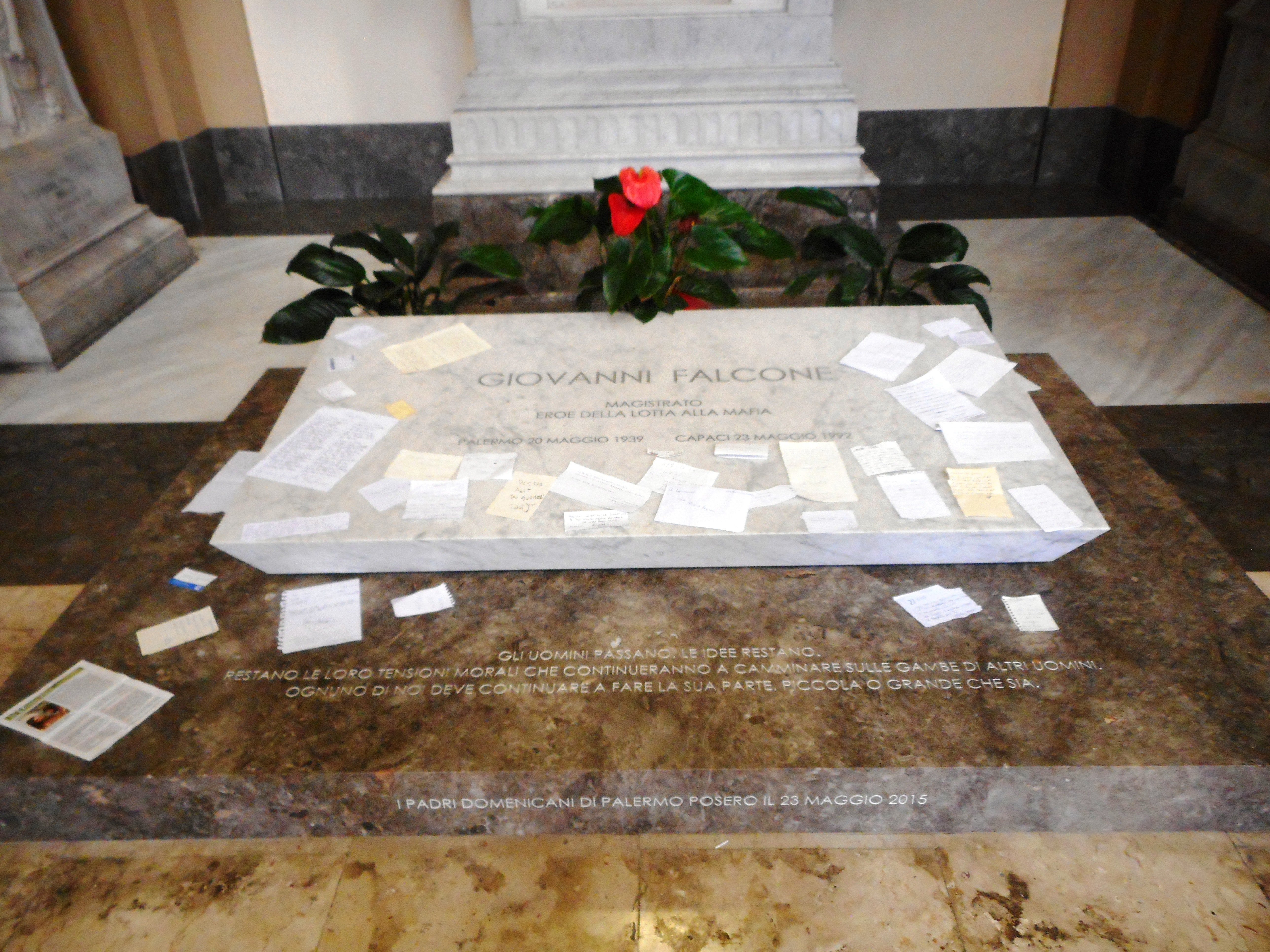
Sepoltura di Giovanni Falcone.

- Emerico Amari, economista, filosofo, grande storico e giurista.
- Michele Amari, storico, politico e orientalista italiano.
- Antonino Barcellona, nobile, sacerdote, letterario, biblista, cultore delle scienze matematiche.
- Francesco Barucco.
- Emanuele Bellia, avvocato, patriota e deputato al Parlamento siciliano.
- Stefania Branciforti in Lanza, 12ª principessa di Butera, duchessa di Camastra, divenuta principessa di Trabia, nobile e dedita alla filantropia.
- Gabriele Buccola, medico, psichiatra.
- Pasquale Calvi, patriota, politico e deputato al Parlamento italiano.
- Stanislao Cannizzaro, chimico e patriota.
- Giacinto Carini, patriota, garibaldino alla spedizione dei Mille e deputato al Parlamento italiano.
- Antonino Cascino, Generale conquistatore di Gorizia.
- Nicola Cirino, poeta, magistrato.
- Benedetto Civiletti, scultore.
- Giovanni Corrao, militare, patriota italiano, garibaldino alla spedizione dei Mille, nominato generale da Garibaldi.
- Narciso Cozzo, conte di Gallitano, patriota e garibaldino alla spedizione dei Mille.
- Francesco Crispi, politico e statista arbëresh, Presidente della Camera dei deputati del Regno d'Italia e Presidente del Consiglio dei ministri del Regno d'Italia.
- Gaetano Daita, scrittore e patriota.
- Giovanni Denti, patriota.
- Pasquale De Benedetto, patriota risorgimentale.
- Raffaele De Benedetto, patriota risorgimentale.
- Salvatore De Benedetto, patriota risorgimentale.
- Rosario Gregorio o Rosario De Gregorio, sacerdote e giureconsulto.Cenotafio di Giuseppe de Spuches.

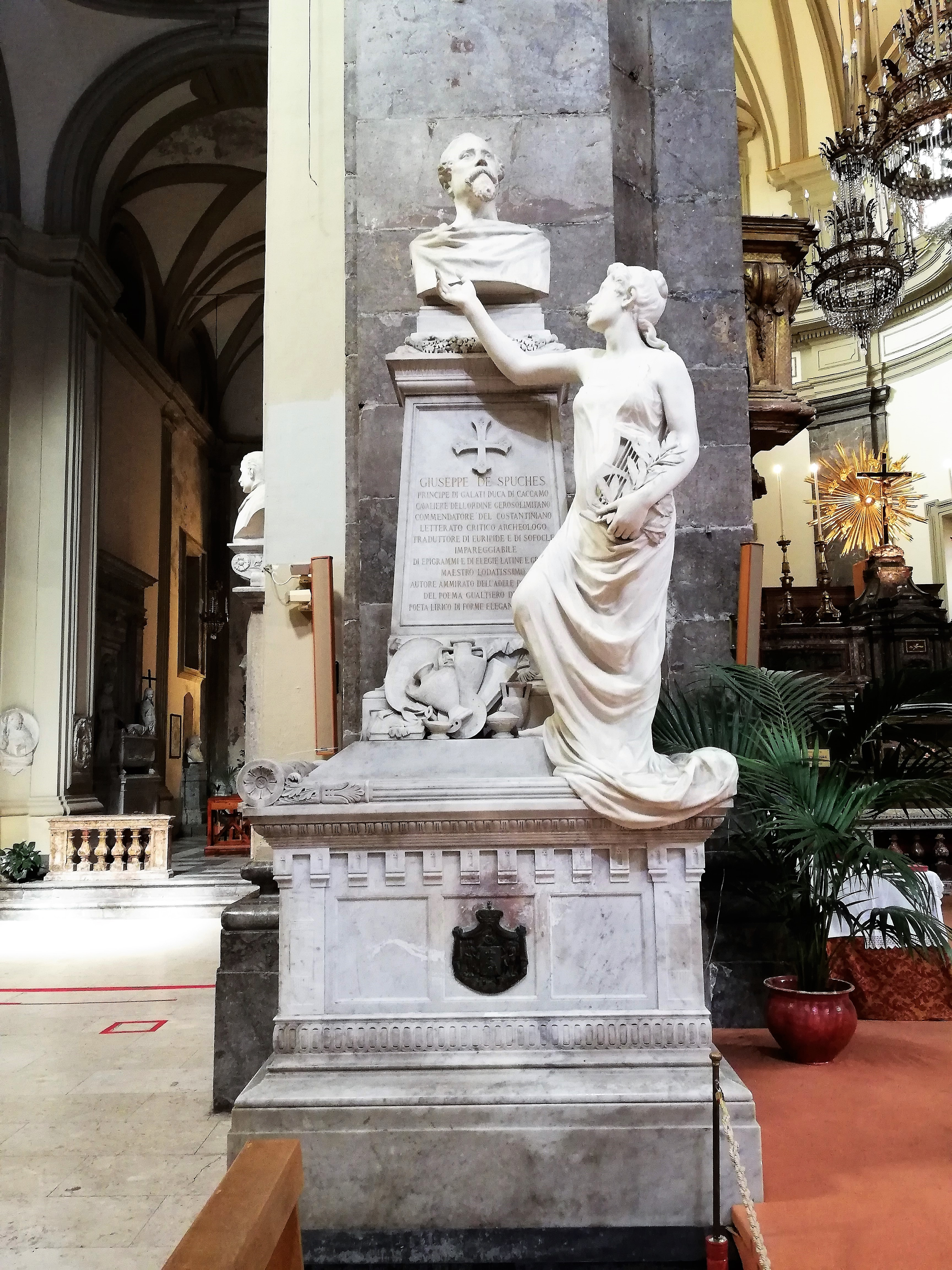
Cenotafio di Giuseppe de Spuches.

- Biagio de Spuches dei duchi di Santo Stefano, giureconsulto e archeologo.
- Giuseppe de Spuches principe di Galati, scrittore, letterato classico, politico, marito di Giuseppina Turrisi Colonna.

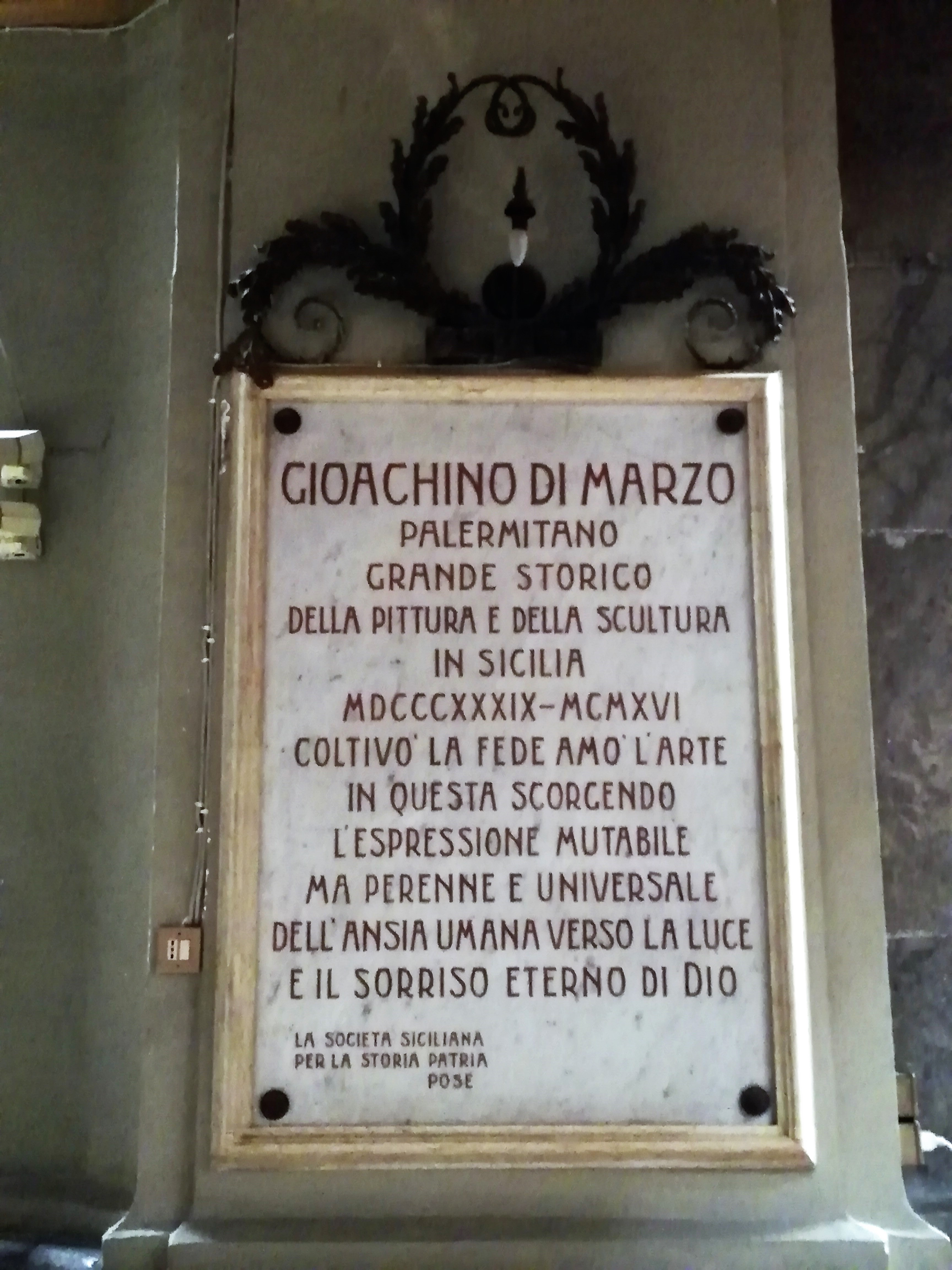
Targa a Gioacchino di Marzo.

- Raffaele Di Benedetto, patriota e politico.
- Vincenzo Di Giovanni, Monsignore, letterato, filosofo, storico e teologo.
- Luigi Di Maggio, domenicano istitutore della sede "Società Siciliana per la Storia Patria".
- Eugenio Di Maria, Generale, pluridecorato del I conflitto mondiale.
- Gioacchino Di Marzo, storico.[30]
- Vincenzo Errante, barone di Vanella, giureconsulto, politico e ministro.
- Francesco Ferrara, economista, politico, senatore del Regno d'Italia.
- Camillo Finocchiaro Aprile, politico, giurista, ministro del Regno d'Italia.
- Vincenzo Florio, imprenditore, politico, mecenate.
- Ugo Foscolo, poeta, commemorato nel Chiostro di San Domenico.
- Francesco Maria Emanuele Gaetani Marchese di Villabianca, storico.
- Agostino Gallo, documentatore, storico, mecenate, promotore della chiesa di San Domenico a Pantheon degli uomini illustri di Sicilia.
- Beato Pietro Geremia, domenicano.
- Carlo Giachery, architetto e matematico.
- Gabriele Lancillotto Castello o Gabriele Lancellotti principe di Torremuzza, storico, archeologo.
- Isidoro La Lumia, storico e politico italiano.
- Giuseppe La Masa, patriota, garibaldino alla spedizione dei Mille e deputato al Parlamento italiano.
- Vito La Mantia, storico e giureconsulto.
- Lauretta Li Greci, letterata e politica.
- Domenico Lo Faso Pietrasanta, duca di Serradifalco, letterato, architetto, studioso dell'archeologia e dell'architettura siciliana.
- Franco Maccagnone, principe di Granatelli, politico e accademico.
- Beato Giuliano Majali, benedettino e fondatore dell'Ospedale Civico.
- Alessandro Emanuele Marvuglia, architetto.
- Giuseppe Venanzio Marvuglia, architetto, padre di Alessandro Emanuele.
- Giovanni Meli, medico, letterato, filosofo, chimico, poeta siciliano.
- Antonio Mongitore, canonico della Cattedrale di Palermo.
- Michelangelo Monti, letterato, poeta e professore di eloquenza.
- Salvatore Morso, sacerdote, filosofo, teologo, docente di lingua greca, ebraica, araba.
- Alessio Narbone, gesuita, letterato, teologo, filosofo.

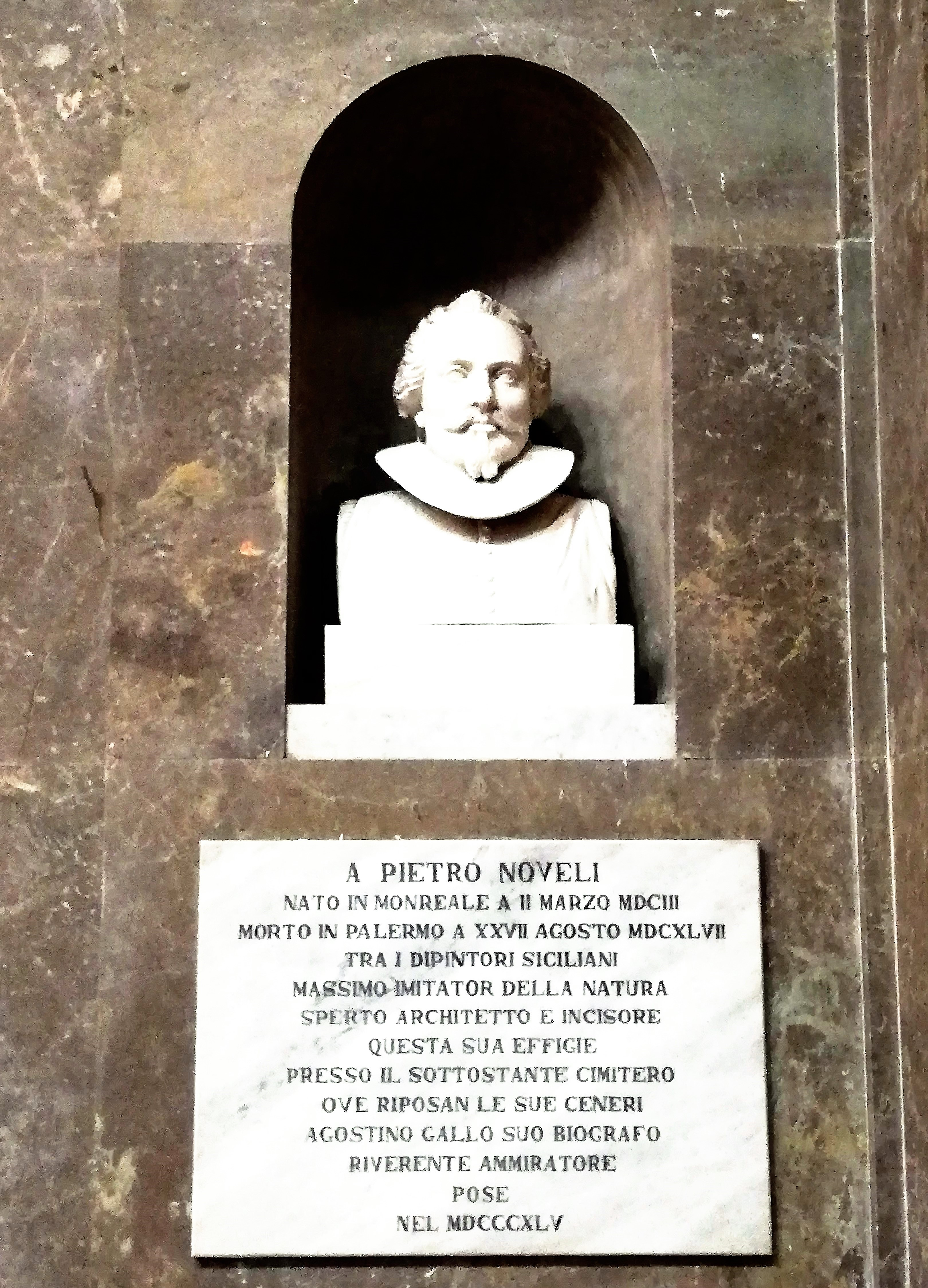
Pietro Novelli.

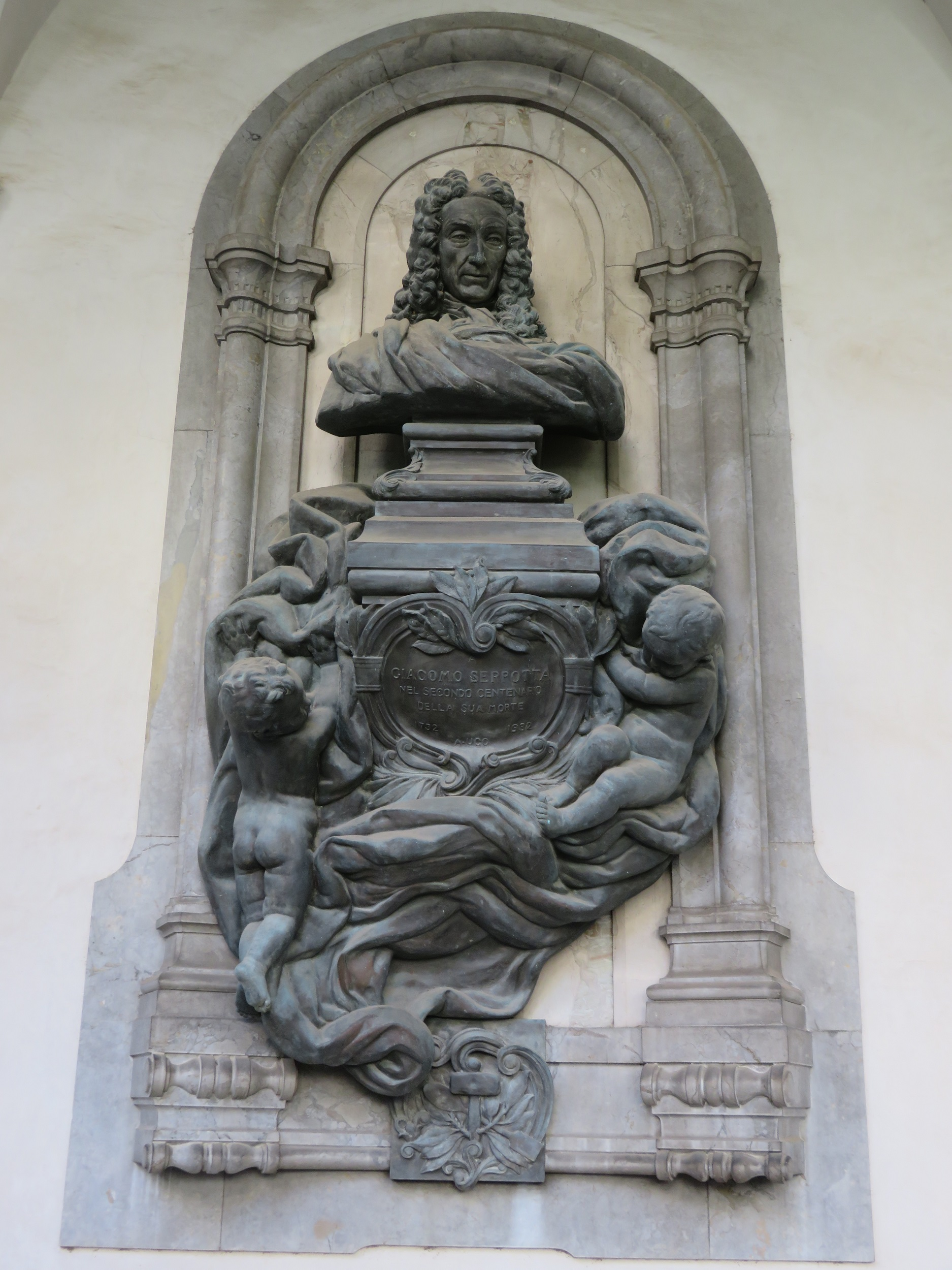
Giacomo Serpotta, busto commemorativo.

- Pietro Novelli. Giacomo Serpotta, busto commemorativo.Francesco Nascè, sacerdote, letterato.

- Pietro Novelli, pittore, architetto e matematico.
- Piero Notarbartolo duca di Villarosa dei Beccadelli Bologna di Palermo, ammiraglio, astronomo, storico, archeologo.
- Ottone da Lusignano, figlio del Re di Cipro Giacomo I di Cipro. Fu compagno di Alfonso il Magnanimo nella spedizione in Sardegna e Corsica, ma a causa delle ferite riportate durante l'assedio di Bonifacio morì durante il viaggio di ritorno (1420) e fu sepolto a Palermo per concessione del re all'arrivo nel febbraio 1421.
- Michele Pandolfini, medico patologo.
- Giuseppe Patania, pittore, seguace di Velasquez.
- Giovanni Patricolo, sacerdote, artista e pittore d'arte sacra, allievo di Giuseppe Velasquez.
- Troiano Parisi, marchese di Ogliastra, barone di Miloccio, Cavaliere di Calatrava, mecenate.
- Francesco Paolo Perez, patriota, deputato, senatore e ministro del Regno.
- Errico Petrella o Enrico Petrella, musicista, compositore.
- Giuseppe Piazzi, sacerdote, matematico, astronomo scopritore di Cerere, il più grande dei pianetini e di altri asteroidi.
- Rosolino Pilo, patriota e garibaldino alla spedizione dei Mille.
- Rocco Pirri, teologo, giureconsulto, storiografo.
- Pietro Pisani, barone, politico, letterato, archeologo, dedito alla cura dei malati di mente.
- Giuseppe Pitrè, scrittore, letterato, antropologo italiano, studioso delle tradizioni popolari della Sicilia.
- Giovanni San Martino Ramondetto e Trigona, duca di San Martino Pardo e di Sibari, ambasciatore.
- Vincenzo Riolo, pittore palermitano, genero di Velasquez.
- Giovanni Salemi, medico.
- Domenico Scavo, canonico della cattedrale, giurista, storico. Mausoleo proveniente dalla chiesa di San Giuliano.
- Michele Scavo, vescovo di Mazara del Vallo, storico. Mausoleo proveniente dalla chiesa di San Giuliano.

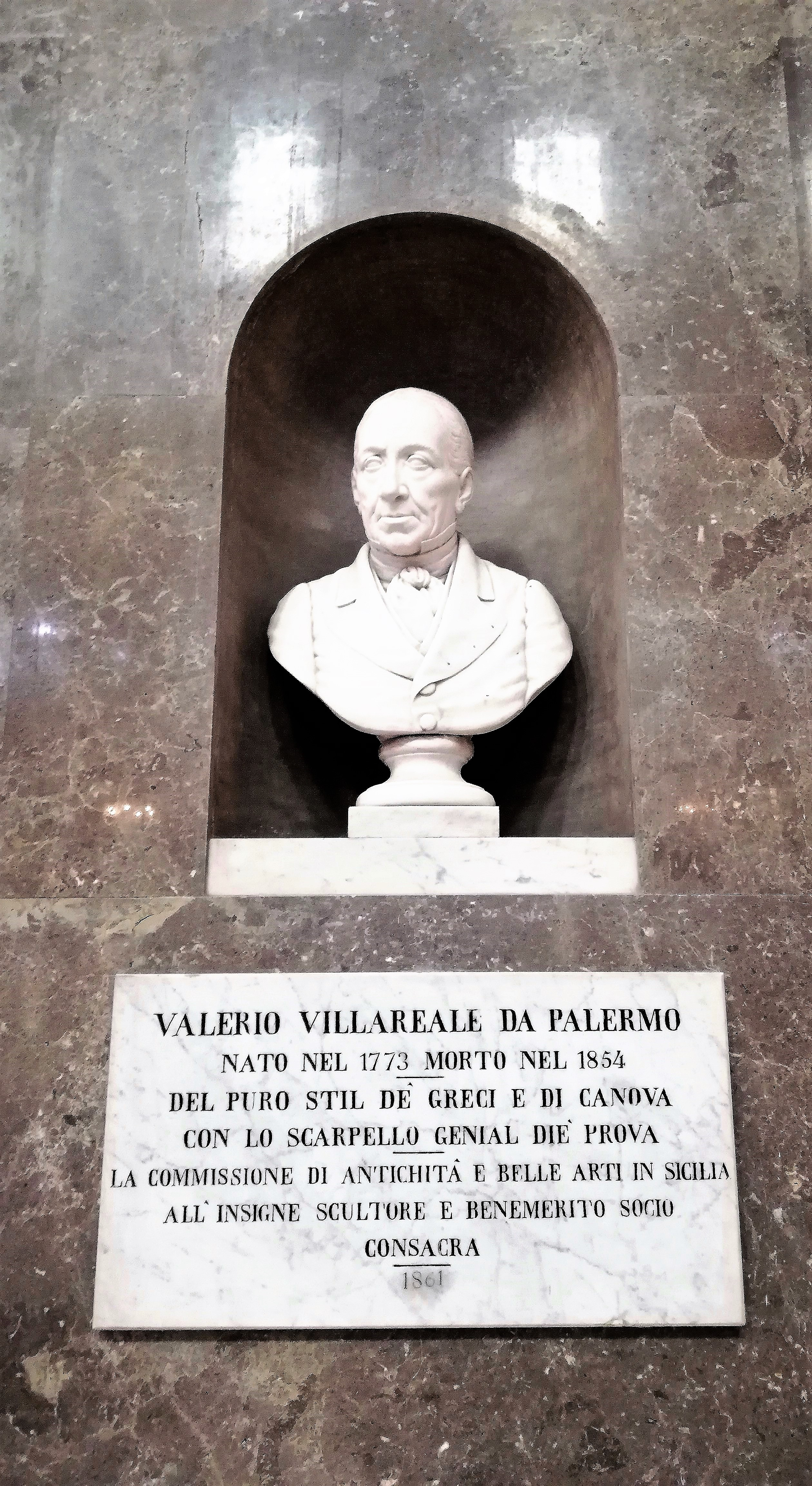
Valerio Villareale.

- Giacomo Schirò, militare e patriota arbëresh.
- Domenico Scinà, fisico, storico e letterato.
- Gaetano Scovazzo, magistrato, patriota, senatore.
- Ruggero Settimo, principe di Fitalia, patriota, ministro e primo Presidente del Senato del Regno d'Italia.
- Lajos Tüköry, ufficiale e patriota ungherese, garibaldino alla spedizione dei Mille.
- Annetta Turrisi Colonna, principessa di Fitalia, pittrice e poetessa siciliana.
- Giuseppina Turrisi Colonna, principessa di Galati, pittrice e poetessa siciliana.
- Giuseppe Velasco, pittore d'origini spagnole, altrimenti conosciuto come Giuseppe Velasquez.
- Gioacchino Ventura, barone di Raulica, eloquente storico e conoscitore di lingue straniere.
- Salvatore Vigo Platania, politico, patriota e storico italiano.
- Valerio Villareale, scultore, opere sue la maggior parte delle steli commemorative presenti nell'edificio.

Primitive sepolture documentate:
- Eleonora Alagona, esponente della famiglia Alagona, 1536. Il sarcofago e monumento funebre opere di Antonino Gagini.[31]

### Chiostro

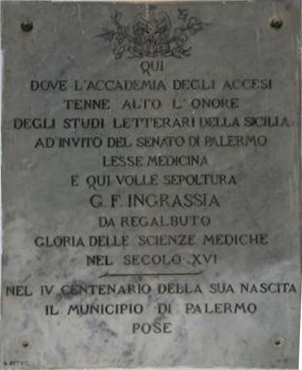
Gianfilippo Ingrassia, targa commemorativa.

Altre personalità sepolte o celebrate nel Chiostro:
- Harriet Withers Cannizzaro, moglie di Stanislao Cannizzaro.
- Giacomo Serpotta, artista e scultore.
- Gian Filippo Ingrassia, medico.
- Giovanni Corrao, generale al seguito di Giuseppe Garibaldi.
- Vincenzo Florio, imprenditore e senatore
- Famiglia Chiaromonte.
- Famiglia Mastrangelo.
- Famiglia Santofiore.

### Convento
Sepolture:
- Alberto Crusio letterato.
- Domenico del Castrone matematico autore del "Janua temporum perpetua" calendario perpetuo.
- Mariano Valguarnera erede del principe di Godrano, ecclesiastico erudito.
- Pietro Novelli sepolto nella Compagnia del Rosario di San Domenico.

## Celebrazioni e festività

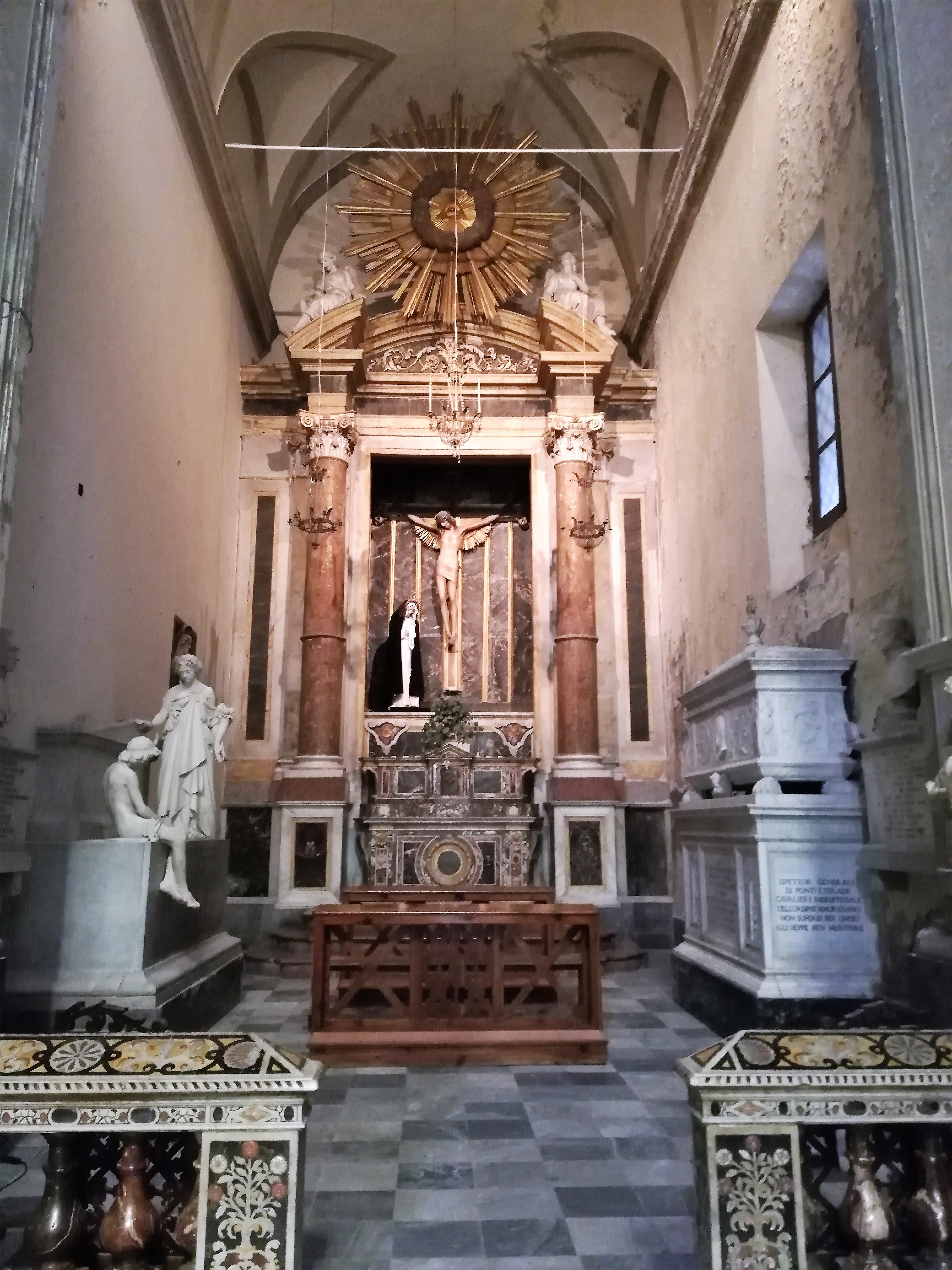
Altare del Santissimo Crocifisso.

In questa Chiesa hanno luogo ogni anno tre importantissimi eventi per la vita pastorale e liturgica del cammino dell'Arcidiocesi di Palermo. In ordine di tempo il primo appuntamento è per la Solennità del Corpus Domini, l'Arcivescovo di Palermo al mattino presiede la Santa Messa Pontificale e nel pomeriggio dall'imponente Chiesa si snoda la Solenne Processione Eucaristica del Corpus Domini che raggiunge la Cattedrale. Il Secondo appuntamento è la Festa Cittadina della Madonna del Rosario la prima Domenica di Ottobre, al mattino l'Arcivescovo di Palermo presiede la S. Messa solenne al termine della quale ha luogo la tradizionale pia Supplica alla Beata Vergine Maria del Rosario di Pompei, nel pomeriggio si snoda la festosa e solenne processione della Madonna del Rosario con S. Domenico, magnifica opera di Fede e di arte del rinomato scultore palermitano Girolamo Bagnasco. Il corteo mariano raggiunge la Cattedrale per fare poi ritorno in tarda serata a San Domenico. Terzo appuntamento è la Festa dell'Immacolata Concezione che vede protagonista la piazza della Chiesa al mattino e alla sera dell'8 Dicembre, rispettivamente del primo omaggio floreale spontaneo che i cittadini e le associazioni di ispirazione cattolica pongo ai piedi del monumento all'Immacolata e l'altro nel primo pomeriggio a cura dei Vigili del Fuoco che a nome di tutta la Città pongono un omaggio floreale alla statua bronzea dell'Immacolata che troneggia sull'alta colonna marmorea. Quest'ultimo omaggio avviene quando giunge in piazza il venerato e prodigioso Simulacro argenteo dell'Immacolata proveniente processionalmente dalla Basilica di San Francesco d'Assisi - Casa e Reggia dell'Immacolata, ivi ha luogo il tradizionale discorso e la benedizione che l'Arcivescovo di Palermo rivolge alla Città.

### Â calata 'a tila

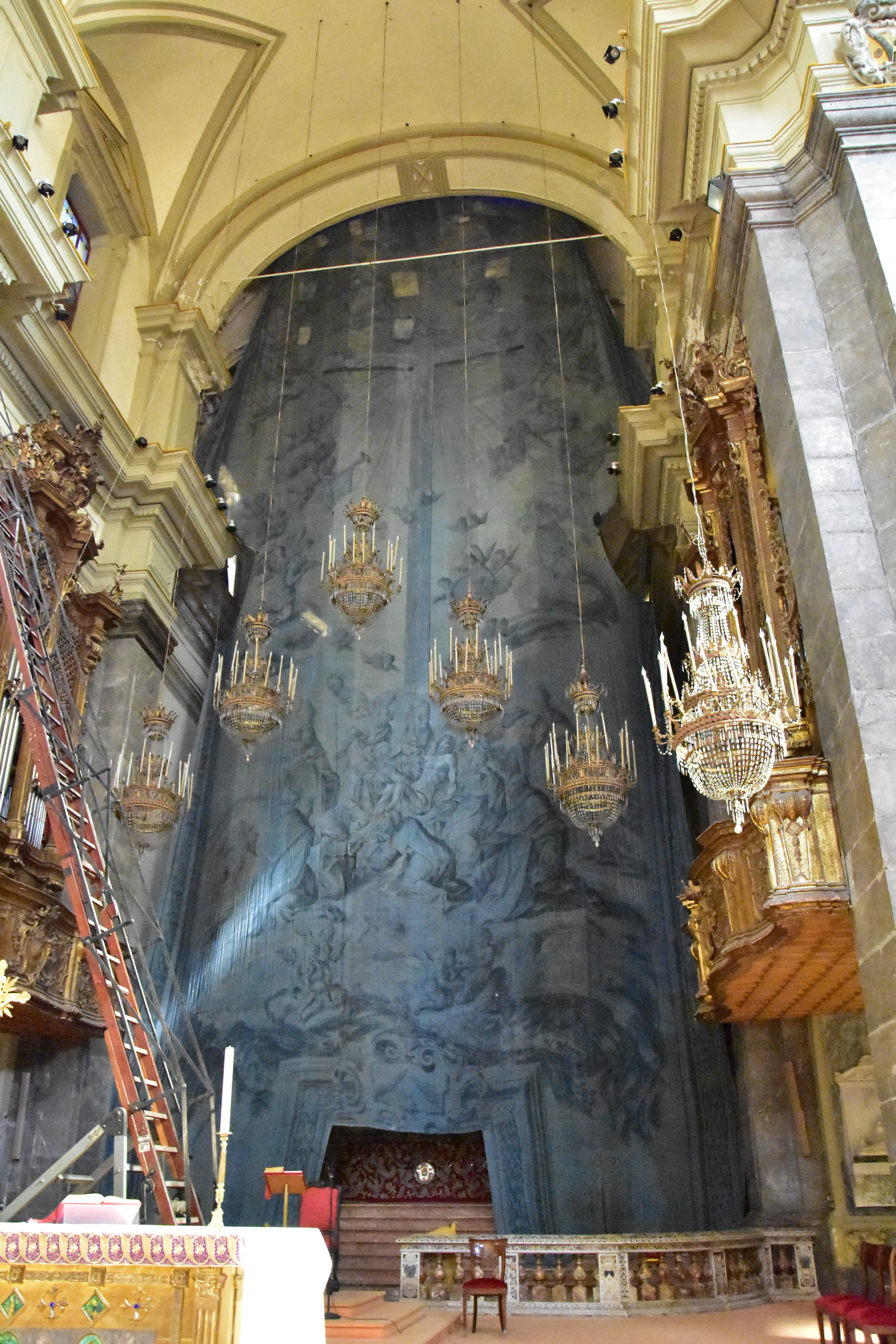
"A Tila" durante la Quaresima

È costume in molte chiese di Sicilia, addobbare con drappeggi colorati di forte impatto scenografico le pareti e i luoghi ove si officiano le sacre funzioni durante le solennità dell'anno liturgico, delle feste del Santo cui l'edificio è dedicato. Durante i riti della Settimana Santa è usanza celare l'altare con panneggi che richiamano e manifestano il lutto della chiesa e dell'intera comunità religiosa, felice preludio alla rinascita, alla gloriosa risurrezione. Veli bianchi, grigi, neri proliferano un po' dappertutto, sete, rasi viola e purpurei ricoprono altari e nascondono croci, costituendo talvolta veri e propri sipari.
Nella chiesa di San Domenico è montata durante la Quaresima a tila, un tessuto esteso alto 30 metri e largo quanto l'arco absidale in tessuto di canapa, riproducente pitture molto intense sulla morte e deposizione di Cristo su fondo azzurrognolo. Durante la celebrazione della notte di Pasqua "a tila" al Gloria, cade liberamente svelando l'altare maggiore, annunciando visivamente "il Cristo risorto", suscitando animata commozione e giubilo tra i fedeli.
"Â calata 'a tila", rito che prevede l'improvviso disvelamento del presbiterio durante la Veglia della Notte di Pasqua al pronunciamento del Gloria, per rappresentare e mostrare in modo figurato il Cristo risorto. È un rito comune in molte parrocchie delle diocesi siciliane, desueto e recentemente in fase di voluto ripristino. La "velatio" o l'esposizione delle tele della Passione o "velum quadragesimale" o "velo quaresimale" o "panni della fame" dal tedesco "Hungertuch" o "Fastentuch", è una consuetudine tedesca tipica del IX secolo legata alla penitenza quaresimale, la cui introduzione in Sicilia è riconducibile all'opera dei Missionari dell'Ordine teutonico giunti a Palermo e Messina grazie al volere, all'appoggio e considerazione del Gran Conte Ruggero, avvenuta dopo la riconquista normanna della Sicilia. A Palermo, presso la chiesa di San Domenico dell'Ordine domenicano, in strettissima relazione con l'Ordine Teutonico, è possibile ammirare durante il tempo quaresimale, una monumentale tila raffigurante una deposizione tra le più grandiose in Italia e Europa. .

## Convento di San Domenico

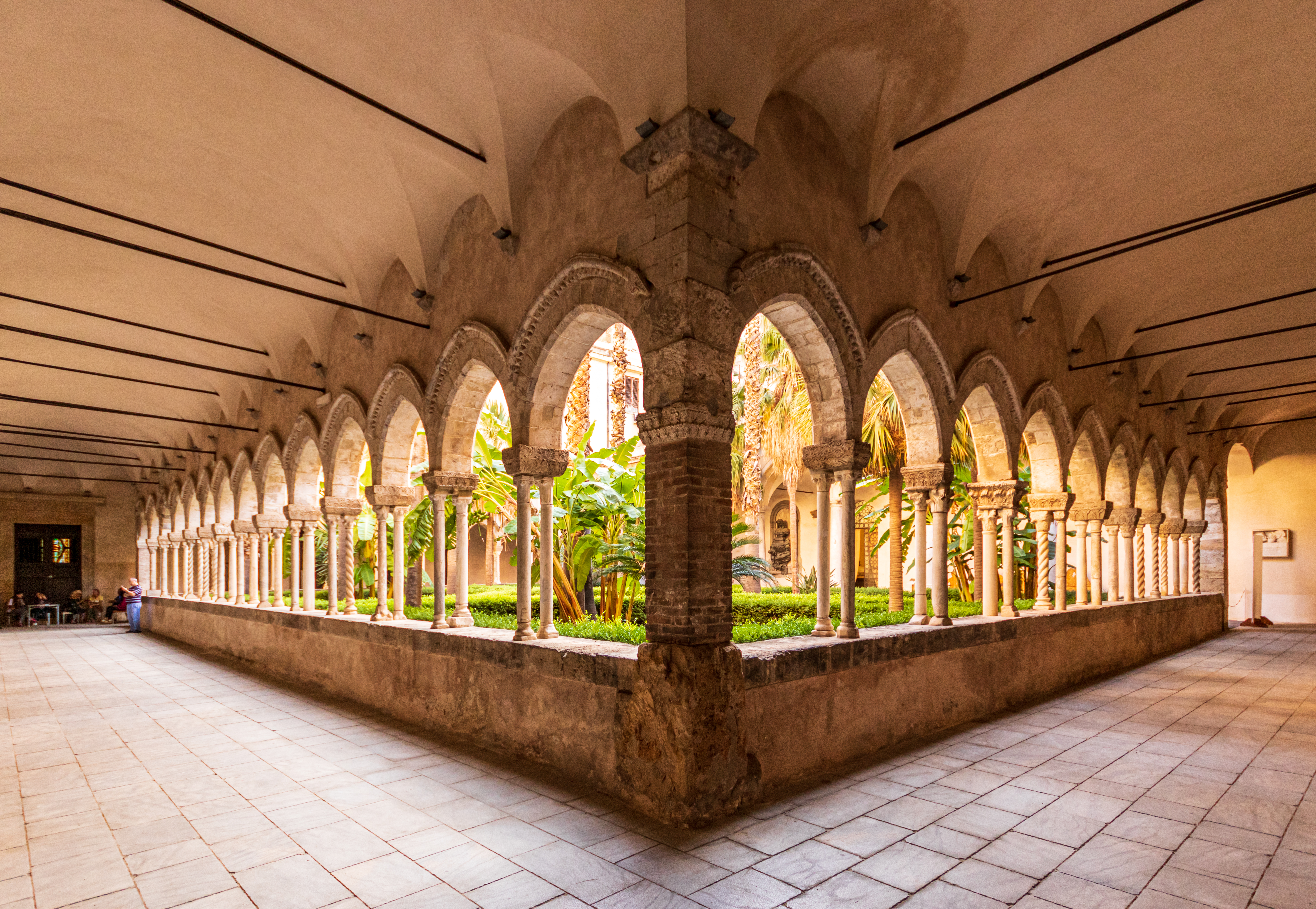
Il chiostro

Quarta istituzione dell'Ordine dei frati predicatori in terra di Sicilia fondata nell'anno 1300. Con la grande ristrutturazione effettuata a partire dal Cinquecento il complesso è dotato di chiostri, dormitori, refettori, infermeria, magazzini, sagrestie, cappelle, biblioteche, sale per studio.
Il convento è posto a settentrione della chiesa ed è accessibile dalla navata sinistra. Il chiostro patrocinato dalla famiglia Chiaramonte nella figura di Manfredi I Chiaramonte, presenta colonne e archi con alcuni manufatti risalenti alle primitive costruzioni del XIII secolo. I muri sono dipinti con immagini raffiguranti santi domenicani, scene dell'Apocalisse, del Giudizio Universale, opere di Nicola Spalletta di Caccamo. Prospetto realizzato da Giovanni Biagio Amico nella prima metà del XVIII secolo. All'interno presenta un magnifico refettorio e una ricchissima libreria.
Centro di studi di filosofia e teologia, annovera tra i suoi priori lo storico, teologo Tommaso Fazello.
Tra gli innumerevoli ambienti si annovera la Sala del Calendario, recante un affresco del 1723 con le date del Calendario Liturgico del padre domenicano Benedetto Maria Castrone, opera realizzata nel 1723. Il calendario perpetuo abbraccia un arco temporale compreso tra 1700 e il 2192, permette di stabilire attraverso calcoli matematici misti a fondamenti astronomici, le date delle più importanti festività mobili tra cui la Pasqua e altre legate ricorrenze legate all'anno liturgico. Introduce a concetti di astronomia e geofisica strettamente legati ai principi generali di agronomia, riconducibili ad antiche tradizioni e consuetudini agresti e contadine siciliane e del bacino del Mediterraneo. Il dipinto incornicia la porta d'accesso della sala adiacente - in passato la biblioteca privata della Casa dei Domenicani - alla parete sul quale è realizzato. È concepito come un frontone di stile classico e reca il motto "IANUA TEMPORU PERPETUA" ovvero "Porta Perpetua del Tempo".
La sala utilizzata come piccola biblioteca dei religiosi costituisce vano di passaggio e varco di accesso al Salone del Cinquecento.
All'interno sono altresì presenti:
- La Sala di Santa Barbara (già sede della cappella eponima), che conserva una lapide a ricordo del fatto che nel XVI secolo fu sede dell'Accademia degli Accesi.
- Cappella dell'Ecce Homo.
- Sacrestia.
- Compagnia del Rosario di San Domenico (documentata anche come congregazione[36]) attestata presso l'Oratorio del Rosario di San Domenico.
- Congregazione del Nome di Gesù.[36]

Opere documentate:
- 1612, San Carlo Borromeo in adorazione del Crocifisso, opera di Pietro D'Asaro.
- XV secolo, Madonna col Bambino, terracotta, maiolica invetriata, opera documentata di Luca della Robbia o Andrea della Robbia, oggi nella Galleria regionale siciliana "Palazzo Abatellis".[37]

## Cappella di Sant'Orsola
- Primitivo nucleo documentato.